# Specie di Syzygium
Elenco delle specie di Syzygium:

## A
- Syzygium abatakum Widodo
- Syzygium abbreviatum Merr.

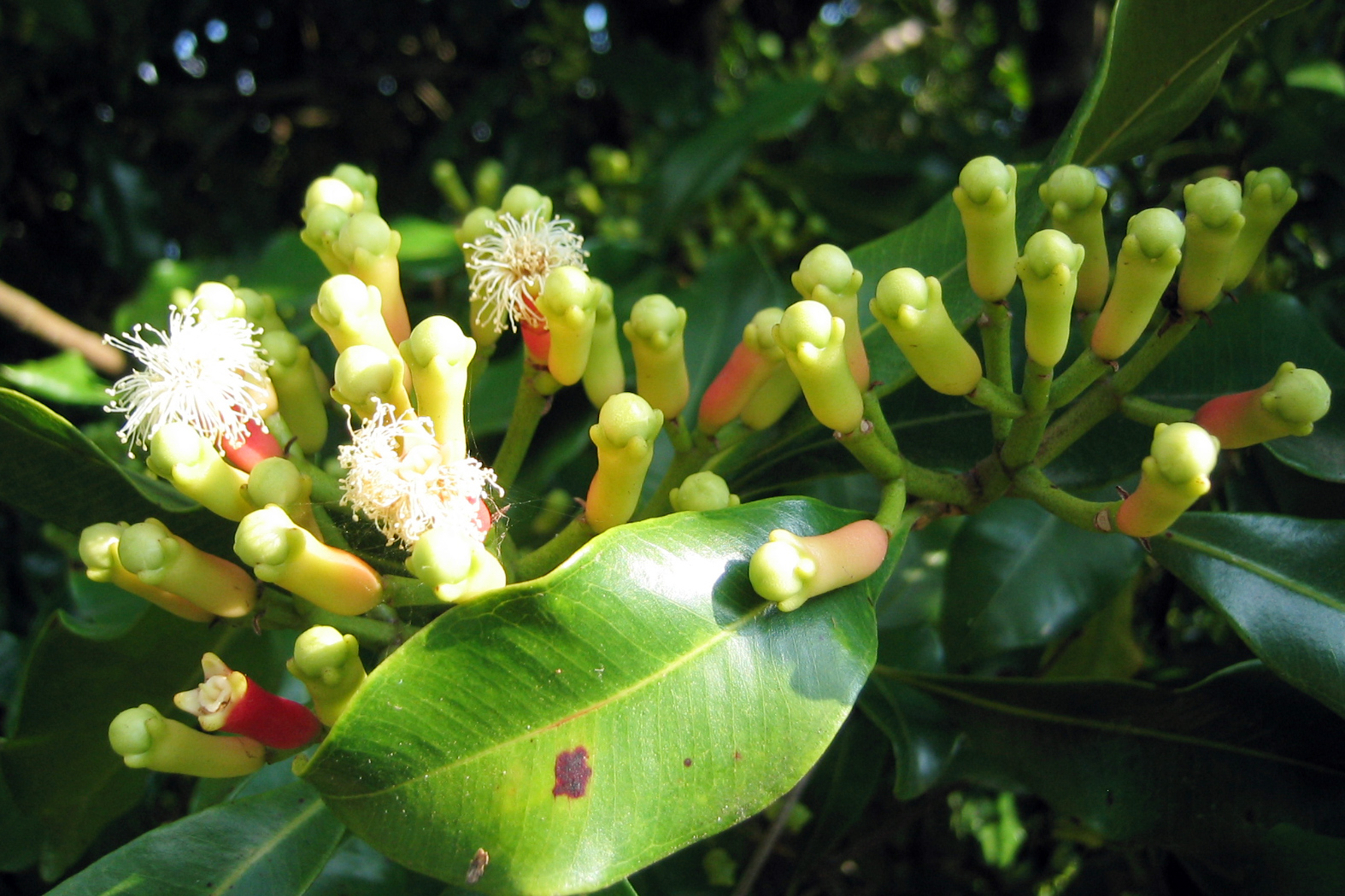
Syzygium aromaticum.

- Syzygium aborense (Dunn) Rathakr. & N.C.Nair
- Syzygium abortivum (Gagnep.) Merr. & L.M.Perry
- Syzygium abulugense Merr.
- Syzygium aciculinum Merr. & L.M.Perry
- Syzygium acre (Pancher ex Guillaumin) J.W.Dawson
- Syzygium acrophilum (C.B.Rob.) Merr.
- Syzygium acuminatissimum (Blume) DC.
- Syzygium acuminatum (Sweet) Miq.
- Syzygium acutangulum Nied.
- Syzygium acutatum (Miq.) Amshoff
- Syzygium adelphicum Diels
- Syzygium adenophyllum Merr. & L.M.Perry
- Syzygium aegiceroides (Korth. ex Miq.) Korth.
- Syzygium aemulum (Blume) Amshoff
- Syzygium aeoranthum (Diels) Merr. & L.M.Perry
- Syzygium affine Merr.
- Syzygium afromontanum (F.White) Byng
- Syzygium agastyamalayanum M.B.Viswan. & Manik.
- Syzygium aggregatum J.W.Dawson
- Syzygium aksornae Chantar. & J.Parn.
- Syzygium alatoramulum B.Hyland
- Syzygium alatum (Lauterb.) Diels
- Syzygium albayense Merr.
- Syzygium albiflorum (Duthie ex Kurz) Bahadur & R.C.Gaur
- Syzygium album Q.F.Zheng
- Syzygium alliiligneum B.Hyland
- Syzygium altecastaneum (P.S.Ashton) Byng & Christenh.
- Syzygium alternifolium (Wight) Walp.
- Syzygium alubo Kosterm.
- Syzygium alutaceum (Diels) Merr. & L.M.Perry
- Syzygium alvarezii (C.B.Rob.) Merr.
- Syzygium alyxiifolium (Ridl.) I.M.Turner
- Syzygium amicorum (A.Gray) Müll.Berol.
- Syzygium amieuense (Guillaumin) J.W.Dawson
- Syzygium amphoraecarpus Kosterm.
- Syzygium amplexicaule (Lindl.) N.P.Balakr.
- Syzygium ampliflorum (Koord. & Valeton) Amshoff
- Syzygium amplifolium L.M.Perry
- Syzygium amplum T.G.Hartley & L.M.Perry
- Syzygium ampullarium (Stapf) Merr. & L.M.Perry
- Syzygium anacardiifolium (Craib) Chantar. & J.Parn.
- Syzygium andamanicum (King) N.P.Balakr.
- Syzygium aneityense Guillaumin
- Syzygium angkae (Craib) Chantar. & J.Parn.
- Syzygium angophoroides (F.Muell.) B.Hyland
- Syzygium angulare (Elmer) Merr.
- Syzygium angulatum (C.B.Rob.) Merr.
- Syzygium angustifolium (M.R.Hend.) Byng & Christenh.
- Syzygium angustovatum Widodo & Chikmaw.
- Syzygium anisatum (Vickery) Craven & Biffin
- Syzygium anisopetalum (R.Parker) N.P.Balakr.
- Syzygium anisosepalum (Duthie) I.M.Turner
- Syzygium anomalum Lauterb.
- Syzygium anthicoides P.S.Ashton
- Syzygium anthicum (Ridl.) Merr. & L.M.Perry
- Syzygium antisepticum (Blume) Merr. & L.M.Perry
- Syzygium antonianum (Elmer) Merr.
- Syzygium aoupinianum J.W.Dawson
- Syzygium apetiolatum J.W.Dawson
- Syzygium apiarii P.S.Ashton
- Syzygium apodophyllum (F.Muell.) B.Hyland
- Syzygium apodum Miq.
- Syzygium apoense (Elmer) Merr.
- Syzygium aqueum (Burm.f.) Alston
- Syzygium araiocladum Merr. & L.M.Perry
- Syzygium arboreum (Baker f.) J.W.Dawson
- Syzygium arcanum P.S.Ashton
- Syzygium arcuatinervium (Merr.) Craven & Biffin
- Syzygium arenitense Craven
- Syzygium argyrocalyx (Warb.) Merr. & L.M.Perry
- Syzygium argyropedicum B.Hyland
- Syzygium armstrongii (Benth.) B.Hyland
- Syzygium aromaticum (L.) Merr. & L.M.Perry
- Syzygium assamicum (Biswas & Purkay.) Raizada
- Syzygium assimile Thwaites
- Syzygium astronioides (C.B.Rob.) Merr.
- Syzygium attenuatum (Miq.) Merr. & L.M.Perry
- Syzygium attopeuense (Gagnep.) Merr. & L.M.Perry
- Syzygium aurantiacum (H.Perrier) Labat & Schatz
- Syzygium auriculatum Brongn. & Gris
- Syzygium australe (J.C.Wendl. ex Link) B.Hyland
- Syzygium austrocaledonicum (Seem.) Guillaumin
- Syzygium austrosinense (Merr. & L.M.Perry) H.T.Chang & R.H.Miao
- Syzygium austroyunnanense H.T.Chang & R.H.Miao
- Syzygium avene Miq.

## B
- Syzygium badescens P.S.Ashton

- Syzygium badium Merr. & L.M.Perry

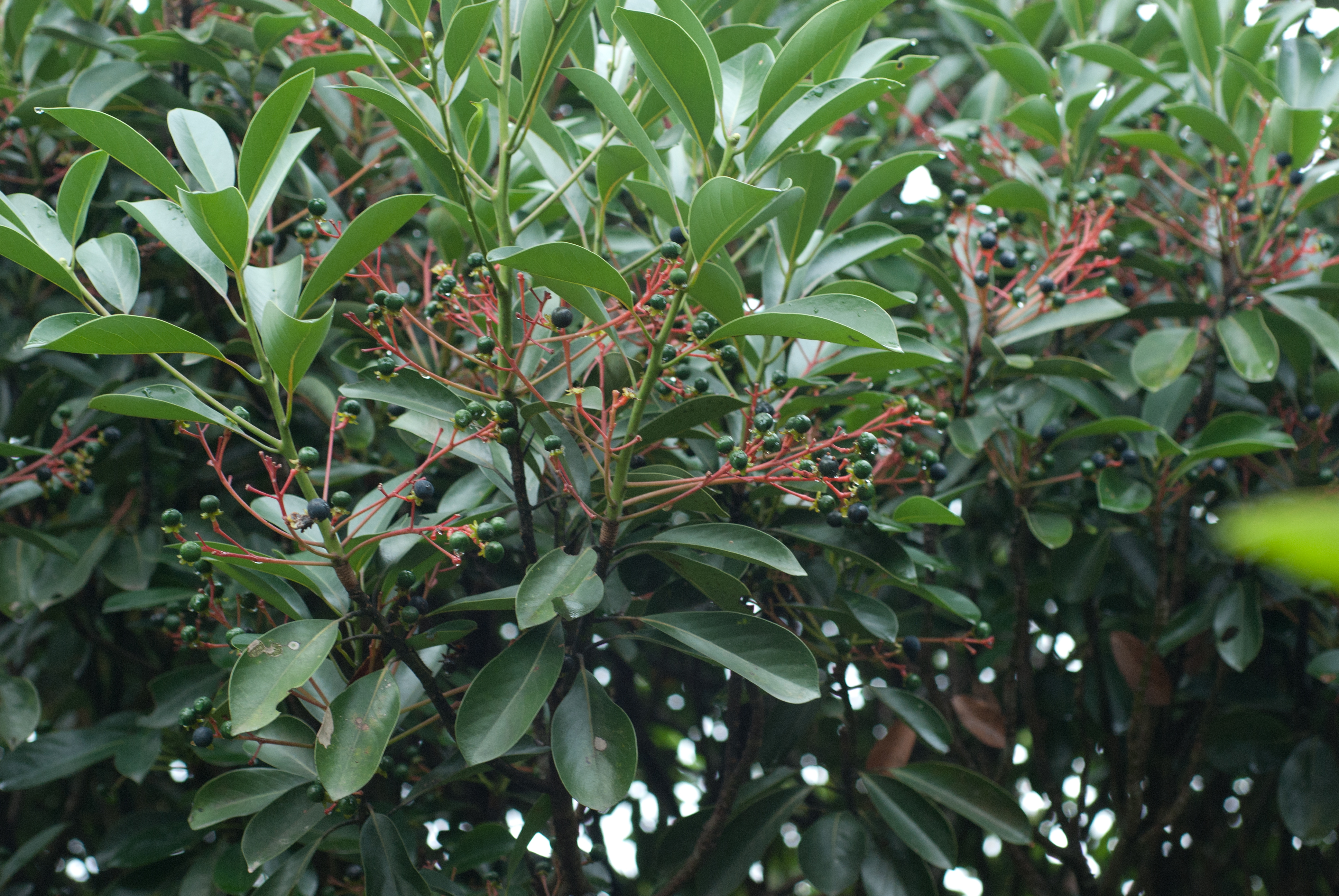
Syzygium buxifolium.

- Syzygium baeuerlenii (F.Muell.) Craven & Biffin
- Syzygium bakoense P.S.Ashton
- Syzygium baladense (Brongn. & Gris) J.W.Dawson
- Syzygium balansae (Guillaumin) J.W.Dawson
- Syzygium balerense (C.B.Rob.) Merr.
- Syzygium balfourii (Baker) J.Guého & A.J.Scott
- Syzygium balgooyi Brambach, Byng & Culmsee
- Syzygium balsameum (Wight) Wall. ex Walp.
- Syzygium bamagense B.Hyland
- Syzygium bankense (Hassk.) Merr. & L.M.Perry
- Syzygium banksii (Britten & S.Moore) B.Hyland
- Syzygium baramense (Merr.) Merr. & L.M.Perry
- Syzygium barnesii (Merr.) Merr.
- Syzygium barotsense (F.White) Byng & Christenh.
- Syzygium barringtonioides (Ridl.) Masam.
- Syzygium bartonii (F.M.Bailey) Merr. & L.M.Perry
- Syzygium bataanense (Merr.) Merr.
- Syzygium batadamba Kosterm.
- Syzygium baudouinii (Brongn. & Gris) N.Snow, Byng & J.W.Dawson
- Syzygium beccarii (Ridl.) Merr. & L.M.Perry
- Syzygium beddomei (Duthie) Chithra
- Syzygium bengkulense Widodo
- Syzygium benguellense (Welw. ex Hiern) Engl.
- Syzygium benguetense (C.B.Rob.) Merr.
- Syzygium benjaminum Diels
- Syzygium benthamianum (Duthie) Gamble
- Syzygium bernardoi (Merr.) Merr.
- Syzygium bernieri (Baill. ex Drake) Labat & Schatz
- Syzygium bharathii Ramas.
- Syzygium bicolor Merr. & L.M.Perry
- Syzygium bicostatum P.S.Ashton
- Syzygium bijouxii J.Guého & A.J.Scott
- Syzygium biniflorum (Ridl.) P.S.Ashton
- Syzygium bisulcum (Miq.) Widodo
- Syzygium blancoi (Merr.) Merr.
- Syzygium bleeseri (O.Schwarz) Byng & Christenh.
- Syzygium blumei (Steud.) Merr. & L.M.Perry
- Syzygium boerlagei (Merr.) Govaerts
- Syzygium boisianum (Gagnep.) Merr. & L.M.Perry
- Syzygium bokorense W.K.Soh & J.Parn.
- Syzygium boonjee B.Hyland
- Syzygium borbonicum J.Guého & A.J.Scott
- Syzygium bordenii (Merr.) Merr.
- Syzygium borneense (Miq.) Miq.
- Syzygium boulindaense J.W.Dawson
- Syzygium bourdillonii (Gamble) Rathakr. & N.C.Nair
- Syzygium brachyanthelium Diels
- Syzygium brachybotryum Miq.
- Syzygium brachycalyx (Baker f.) J.W.Dawson
- Syzygium brachypodum Merr. & L.M.Perry
- Syzygium brachyrachis Merr. & L.M.Perry
- Syzygium brachythyrsum Merr. & L.M.Perry
- Syzygium brachyurum Merr.
- Syzygium brackenridgei (A.Gray) Müll.Berol.
- Syzygium bracteosum Merr. & L.M.Perry
- Syzygium branderhorstii Lauterb.
- Syzygium brassii Merr. & L.M.Perry
- Syzygium brazzavillense Aubrév. & Pellegr.
- Syzygium brevicymum (Diels) Merr. & L.M.Perry
- Syzygium brevifolium (A.Gray) Müll.Berol.
- Syzygium brevioperculatum J.W.Dawson
- Syzygium brevipaniculatum (Merr.) Merr.
- Syzygium brevipes (Brongn. & Gris) J.W.Dawson
- Syzygium brittonianum (C.B.Rob.) Merr.
- Syzygium brongniartii (Merr. & L.M.Perry) J.W.Dawson
- Syzygium brousmichei Govaerts
- Syzygium bruynii (Diels) Merr. & L.M.Perry
- Syzygium bubengense C.Chen
- Syzygium buettnerianum (K.Schum.) Nied.
- Syzygium bujangii P.S.Ashton
- Syzygium bullatum (Brongn. & Gris) N.Snow & Byng
- Syzygium bullockii (Hance) Merr. & L.M.Perry
- Syzygium bungadinnia (F.M.Bailey) B.Hyland
- Syzygium burepense T.G.Hartley & L.M.Perry
- Syzygium burkillianum (King) I.M.Turner
- Syzygium busuense T.G.Hartley & L.M.Perry
- Syzygium buxifolioideum H.T.Chang & R.H.Miao
- Syzygium buxifolium Hook. & Arn.

## C

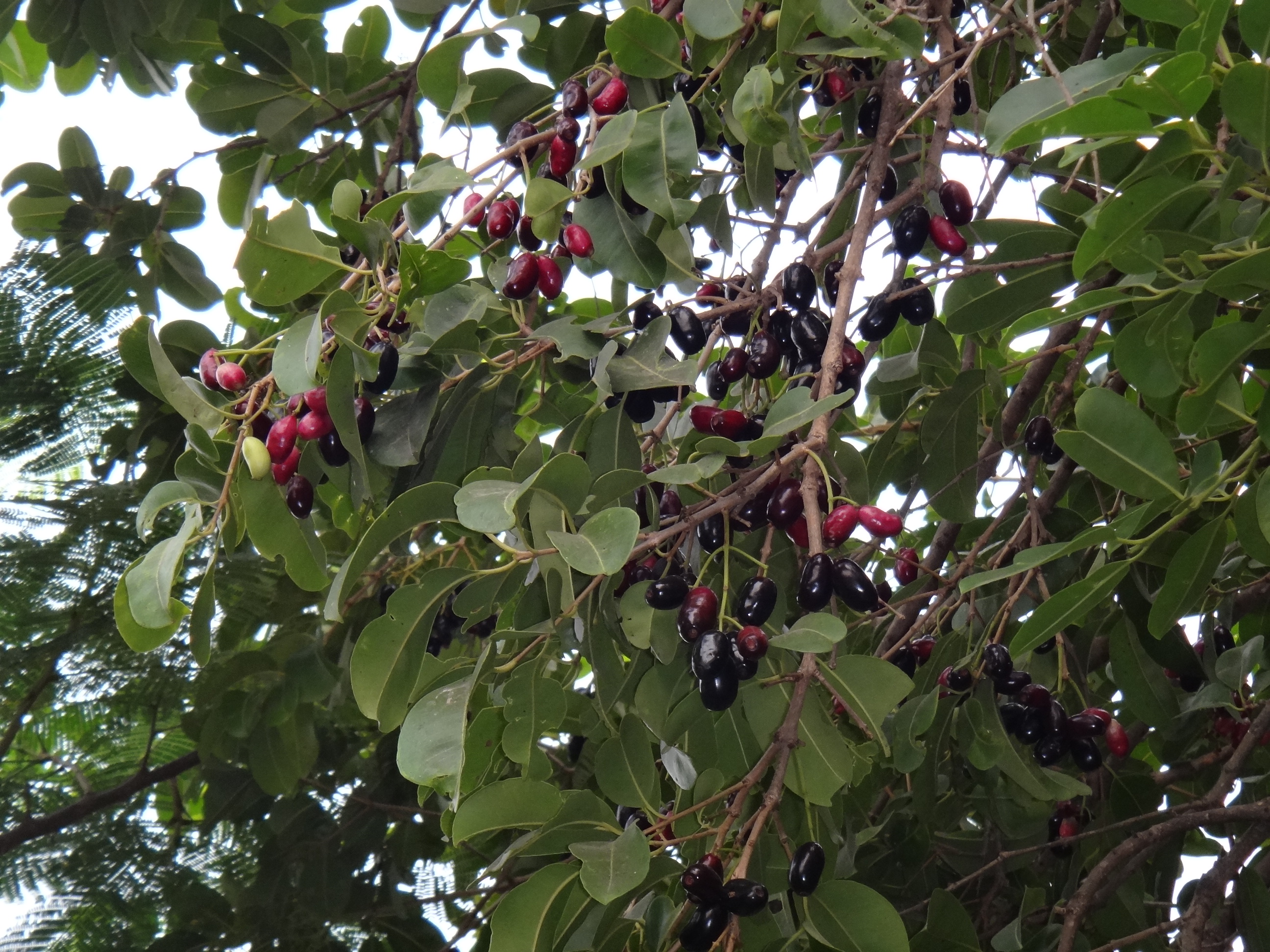
Syzygium cumini.

- Syzygium cacuminis (Craib) Chantar. & J.Parn.

- Syzygium cadetii Byng & Christenh.
- Syzygium cagayanense (Merr.) Merr.
- Syzygium calcicola (Merr.) Merr.
- Syzygium calleryanum (C.B.Rob.) Merr.
- Syzygium callianthum Merr. & L.M.Perry
- Syzygium calophyllifolium (Wight) Walp.
- Syzygium calubcob (C.B.Rob.) Merr.
- Syzygium calyptrocalyx P.S.Ashton
- Syzygium cameronum I.M.Turner
- Syzygium camptodromum Merr. & L.M.Perry
- Syzygium camptophyllum (M.R.Hend.) I.M.Turner
- Syzygium candelabriforme (C.B.Rob.) Merr.
- Syzygium canicortex B.Hyland
- Syzygium capillaceum (Brongn. & Gris) J.W.Dawson
- Syzygium capitatum (Merr.) Merr. & L.M.Perry
- Syzygium capituliferum Merr. & L.M.Perry
- Syzygium capoasense (Merr.) Merr.
- Syzygium cardiophyllum (Merr.) Merr.
- Syzygium caroli Diels
- Syzygium carolinense (Koidz.) Hosok.
- Syzygium carrii T.G.Hartley & L.M.Perry
- Syzygium cartilagineum Merr. & L.M.Perry
- Syzygium caryophyllatum (L.) Alston
- Syzygium caryophylliflorum (Ridl.) Merr. & L.M.Perry
- Syzygium caryophylloides (Lauterb.) Merr. & L.M.Perry
- Syzygium casiguranense (Quisumb.) Merr.
- Syzygium castaneum (Merr.) Merr. & L.M.Perry
- Syzygium caudatilimbum (Merr.) Merr. & L.M.Perry
- Syzygium caudatum (Merr.) Airy Shaw
- Syzygium cauliflorum T.G.Hartley & L.M.Perry
- Syzygium cavitense Merr.
- Syzygium celebicum (Blume) Widodo
- Syzygium cephalophorum (Ridl.) Merr. & L.M.Perry
- Syzygium cerasiforme (Blume) Merr. & L.M.Perry
- Syzygium chaii P.S.Ashton
- Syzygium chamaebuxus Diels
- Syzygium championii (Benth.) Merr. & L.M.Perry
- Syzygium chanelii Tuiwawa & Craven
- Syzygium chantaranothaianum W.K.Soh & J.Parn.
- Syzygium chavaran (Bourd.) Gamble
- Syzygium chimanimaniense Byng
- Syzygium chloranthum (Duthie) Merr. & L.M.Perry
- Syzygium chloroleucum (King) Masam.
- Syzygium christmannii Merr. & L.M.Perry
- Syzygium christophersenii Whistler
- Syzygium chunianum Merr. & L.M.Perry
- Syzygium ciliatosetosum (Merr.) Merr.
- Syzygium cinctum Merr. & L.M.Perry
- Syzygium cinnamomeum (Vidal) Merr.
- Syzygium cladopterum (Diels) Merr. & L.M.Perry
- Syzygium clavellatum (Merr.) Merr.
- Syzygium claviflorum (Roxb.) Wall. ex Steud.
- Syzygium cleistocalyx(Merr.) P.S.Ashton
- Syzygium clementis (C.B.Rob.) Merr.
- Syzygium cleyerifolium (Yatabe) Makino
- Syzygium clusiifolium (A.Gray) Müll.Berol.
- Syzygium clypeolatum (Ridl.) I.M.Turner
- Syzygium coalitum (Greves) T.G.Hartley & L.M.Perry
- Syzygium coarctatum (Blume) Byng, N.Snow & Peter G.Wilson
- Syzygium coccineum J.W.Dawson
- Syzygium combretiflorum (Diels) Merr. & L.M.Perry
- Syzygium commersonii J.Guého & A.J.Scott
- Syzygium comorense Byng & N.Snow
- Syzygium comosum Widodo
- Syzygium conceptionis Guillaumin
- Syzygium concinnum (A.C.Sm.) Craven & Biffin
- Syzygium condensatum (Baker) Labat & Schatz
- Syzygium confertiflorum (A.Gray) Müll.Berol.
- Syzygium confertum (Korth.) Merr. & L.M.Perry
- Syzygium confusum (Blume) Bakh.f.
- Syzygium congestiflorum H.T.Chang & R.H.Miao
- Syzygium congestum (Merr.) Merr.
- Syzygium conglobatum Merr.
- Syzygium conglomeratum (Duthie) I.M.Turner
- Syzygium congolense Vermoesen
- Syzygium conicum Korth.
- Syzygium consanguineum (Merr.) Merr.
- Syzygium consimile Merr.
- Syzygium conspersipunctatum (Merr. & L.M.Perry) Craven & Biffin
- Syzygium contiguum Brambach, Byng & Culmsee
- Syzygium contractum (Poir.) J.Guého & A.J.Scott
- Syzygium copelandii (C.B.Rob.) Merr.
- Syzygium cordatilimbum (Merr.) Merr.
- Syzygium cordatum Hochst. ex Krauss
- Syzygium cordemoyi J.Bosser & Cadet
- Syzygium cordifoliatum (Ridl.) I.M.Turner
- Syzygium cordifolium (Wight) Walp.
- Syzygium coriaceum Bosser & J.Guého
- Syzygium cormiflorum (F.Muell.) B.Hyland
- Syzygium corneri Byng & Christenh.
- Syzygium cornifolium (Blume) Merr. & L.M.Perry
- Syzygium cornuflorum P.S.Ashton
- Syzygium corticopapyraceum (Elmer) Merr.
- Syzygium corticosum (Lour.) Merr. & L.M.Perry
- Syzygium corymbosum (Blume) DC.
- Syzygium corynanthum (F.Muell.) L.A.S.Johnson
- Syzygium corynocarpum (A.Gray) Müll.Berol.
- Syzygium costulatum (C.B.Rob.) Merr.
- Syzygium courtallense (Gamble) Alston
- Syzygium craibii Chantar. & J.Parn.
- Syzygium crassibracteatum (Merr.) Merr.
- Syzygium crassiflorum Merr. & L.M.Perry
- Syzygium crassilimbum (Merr.) Merr.
- Syzygium crassipes (C.B.Rob.) Merr.
- Syzygium crassissimum (Merr.) Merr.
- Syzygium cratermontense W.N.Takeuchi
- Syzygium cravenii B.J.Conn & Damas
- Syzygium creaghii (Ridl.) Merr. & L.M.Perry
- Syzygium crebrinerve (C.T.White) L.A.S.Johnson
- Syzygium cruriflorum Diels
- Syzygium crypteronioides P.S.Ashton
- Syzygium cucphuongense W.K.Soh & J.Parn.
- Syzygium cumini (L.) Skeels
- Syzygium cuneatum (Blume) Masam.
- Syzygium cuneifolium (Baker) Byng, N.Snow & Phillipson
- Syzygium cuneiforme Merr. & L.M.Perry
- Syzygium curranii (C.B.Rob.) Merr.
- Syzygium curtiflorum (Elmer) Merr.
- Syzygium curtisii (King) Merr. & L.M.Perry
- Syzygium curvistylum (Gillespie) Merr. & L.M.Perry
- Syzygium cuttingii Merr. & L.M.Perry
- Syzygium cyanophyllum (P.C.Kanjilal & D.Das) Raizada
- Syzygium cylindricum (Wight) Alston
- Syzygium cymosum (Lam.) DC.
- Syzygium cyrtophylloides (Ridl.) I.M.Turner

## D

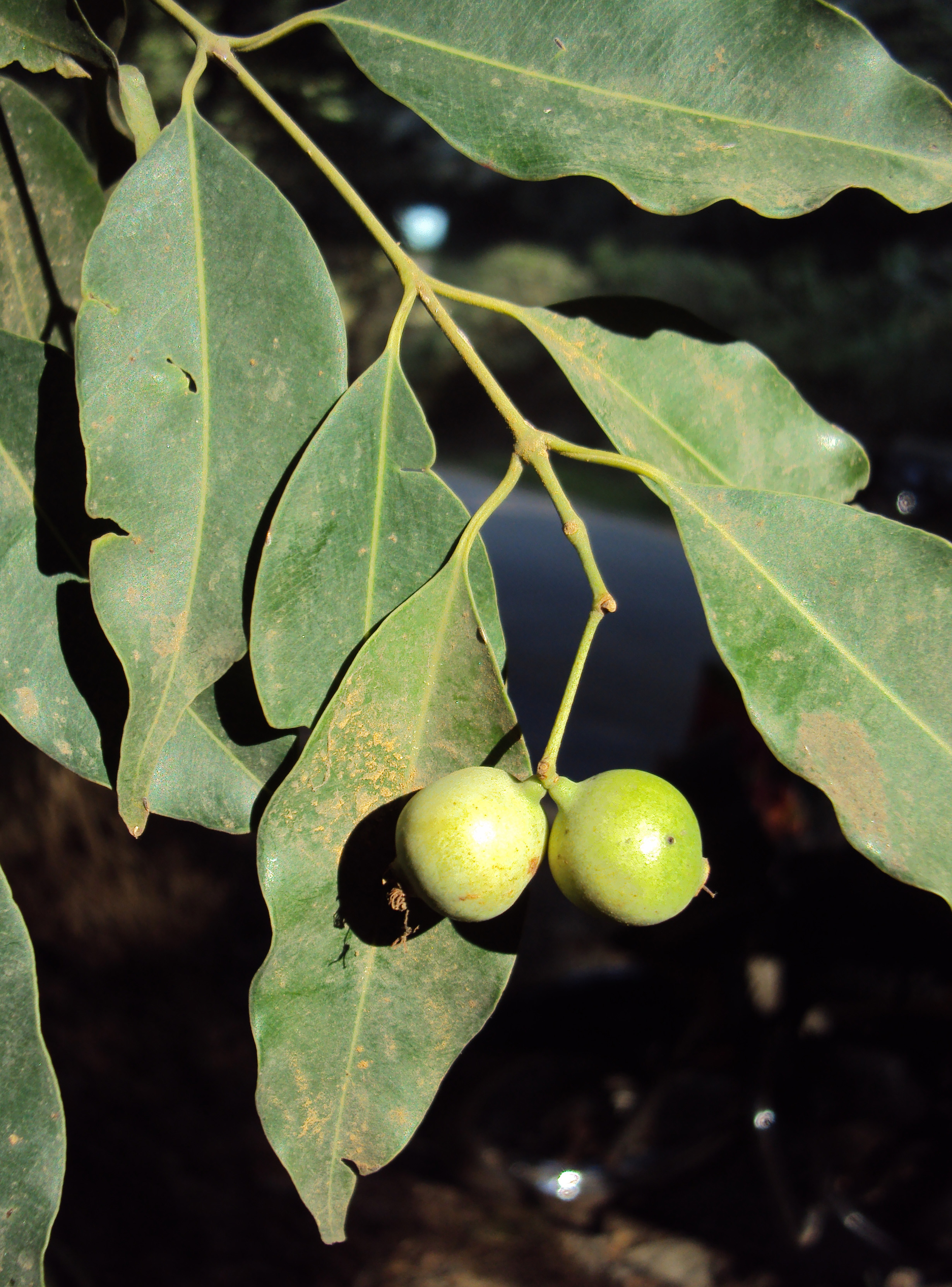
Syzygium dhaneshiana.

- Syzygium danguyanum (H.Perrier) Labat & Schatz

- Syzygium dansiei B.Hyland
- Syzygium daphne (Ridl.) Merr. & L.M.Perry
- Syzygium dasyphyllum Merr. & L.M.Perry
- Syzygium davaoense (Elmer) Merr.
- Syzygium dawsonianum N.Snow, S.L.Young & Callm.
- Syzygium dealbatum (Burkill) A.C.Sm.
- Syzygium decipiens (Koord. & Valeton) Merr. & L.M.Perry
- Syzygium decoriflorum (Diels) Merr. & L.M.Perry
- Syzygium decussatum (A.C.Sm.) Biffin & Craven
- Syzygium delicatulum Merr. & L.M.Perry
- Syzygium dempoense (Greves) Govaerts
- Syzygium densiflorum Wall. ex Wight & Arn.
- Syzygium densinervium (Merr.) Merr.
- Syzygium deplanchei (Guillaumin) J.W.Dawson
- Syzygium devogelii Brambach, Byng & Culmsee
- Syzygium dictyoneurum Diels
- Syzygium dielsianum Merr. & L.M.Perry
- Syzygium diffusiflorum Merr.
- Syzygium diffusum (Turrill) Merr. & L.M.Perry
- Syzygium diospyrifolium (Wall. ex Duthie) S.N.Mitra
- Syzygium discophorum (Koord. & Valeton) Amshoff
- Syzygium dispansum (Ridl.) Craven & Biffin
- Syzygium divaricatum (Merr. & L.M.Perry) Craven & Biffin
- Syzygium dolichophyllum (K.Schum. & Lauterb.) Merr. & L.M.Perry
- Syzygium dolichorhynchum Diels
- Syzygium dolichostylum (Diels) Merr. & L.M.Perry
- Syzygium dubium (L.M.Perry) A.C.Sm.
- Syzygium duplomarginatum (Greves) Merr. & L.M.Perry
- Syzygium dupontii (Baker) Govaerts
- Syzygium durifolium Merr. & L.M.Perry
- Syzygium durum (Merr.) Merr.
- Syzygium duthieanum (King) Masam.
- Syzygium dyerianum (King) Chantar. & J.Parn.

## E
- Syzygium ebaloii Merr.

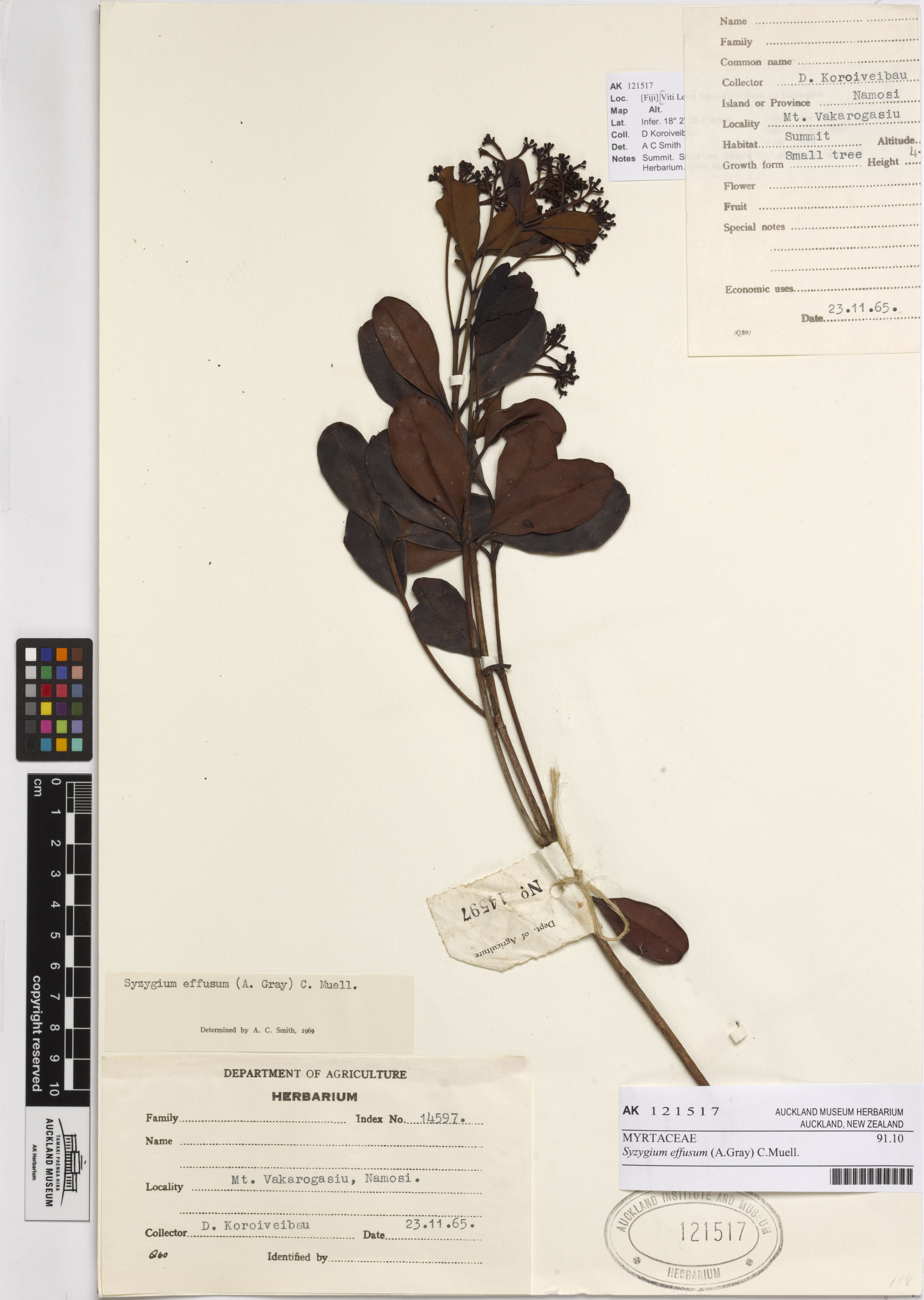
Campione di Syzygium effusum.

- Syzygium ecostulatum (Elmer) Merr.
- Syzygium effusum (A.Gray) Müll.Berol.
- Syzygium elegans (Brongn. & Gris) J.W.Dawson
- Syzygium elephantinum Tagane
- Syzygium elliptifolium (Merr.) Merr.
- Syzygium elliptilimbum (Merr.) Merr. & L.M.Perry
- Syzygium elopurae (Ridl.) Merr. & L.M.Perry
- Syzygium emirnense (Baker) Labat & Schatz
- Syzygium endophloium B.Hyland
- Syzygium erythranthum Merr. & L.M.Perry
- Syzygium erythrocalyx (C.T.White) B.Hyland
- Syzygium erythrodoxum (S.Moore) B.Hyland
- Syzygium erythropetalum T.G.Hartley & L.M.Perry
- Syzygium escritorii Merr.
- Syzygium eucalyptoides (F.Muell.) B.Hyland
- Syzygium eugeniiforme P.S.Ashton
- Syzygium eugenioides (F.Muell.) Biffin & Craven
- Syzygium euonymifolium (F.P.Metcalf) Merr. & L.M.Perry
- Syzygium euphlebium (Hayata) Mori
- Syzygium evenulosum Merr. & L.M.Perry
- Syzygium everettii (C.B.Rob.) Merr.
- Syzygium eximiiflorum (Diels) Merr. & L.M.Perry
- Syzygium eymae Brambach, Byng & Culmsee

## F
- Syzygium faciflorum P.S.Ashton

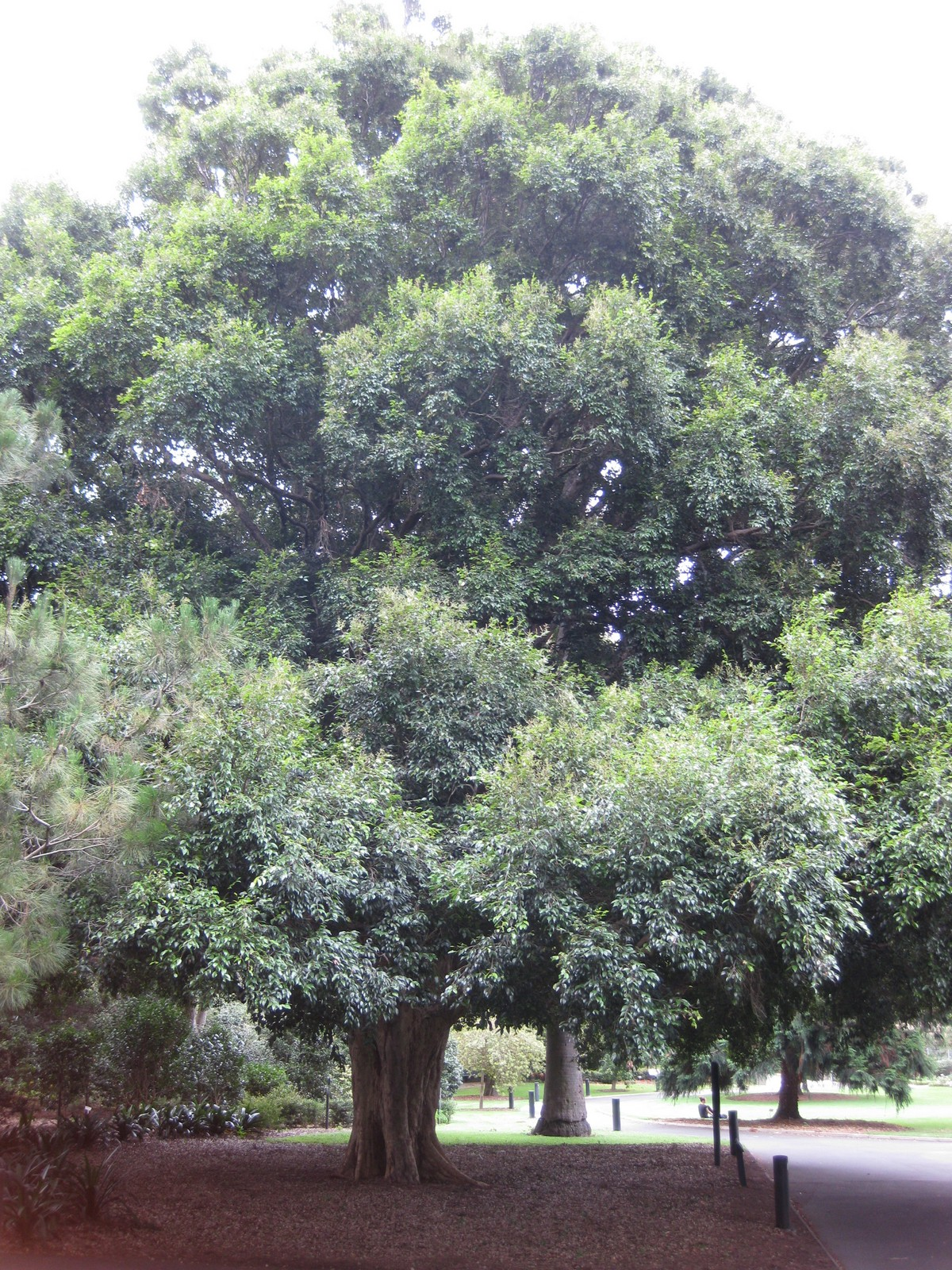
Syzygium francisii.

- Syzygium fastigiatum (Blume) Merr. & L.M.Perry
- Syzygium fenicis (C.B.Rob.) Merr.
- Syzygium fergusonii (Trimen) Gamble
- Syzygium fibrosum (F.M.Bailey) T.G.Hartley & L.M.Perry
- Syzygium fijiense L.M.Perry
- Syzygium filiflorum J.W.Dawson
- Syzygium filiforme Chantar. & J.Parn.
- Syzygium filipes Merr.
- Syzygium finisterrae (Lauterb.) Merr. & L.M.Perry
- Syzygium fischeri (Merr.) Merr.
- Syzygium flabellum Tuiwawa & Craven
- Syzygium flagrimonte P.S.Ashton
- Syzygium flavescens Merr. & L.M.Perry
- Syzygium flavidum T.G.Hartley & L.M.Perry
- Syzygium floribundum F.Muell.
- Syzygium flosculiferum (M.R.Hend.) Sreek.
- Syzygium fluviatile (Hemsl.) Merr. & L.M.Perry
- Syzygium fluvicola (T.G.Hartley & Craven) Craven & Biffin
- Syzygium formosanum (Hayata) Mori
- Syzygium formosum (Wall.) Mason
- Syzygium forrestii Merr. & L.M.Perry
- Syzygium forte (F.Muell.) B.Hyland
- Syzygium fossiramulosum P.S.Ashton
- Syzygium foxworthianum (Ridl.) Merr. & L.M.Perry
- Syzygium foxworthyi (Elmer) Merr.
- Syzygium francii (Guillaumin) N.Snow, Byng & Munzinger
- Syzygium francisii (F.M.Bailey) L.A.S.Johnson
- Syzygium fraserense Byng & Christenh.
- Syzygium fraternum Miq.
- Syzygium fratris Craven
- Syzygium frutescens Brongn. & Gris
- Syzygium fullagarii (F.Muell.) Craven
- Syzygium fulvotomentosum P.S.Ashton
- Syzygium furfuraceum Merr. & L.M.Perry
- Syzygium fuscescens (Craib) Chantar. & J.Parn.
- Syzygium fusticuliferum (Ridl.) Merr. & L.M.Perry

## G

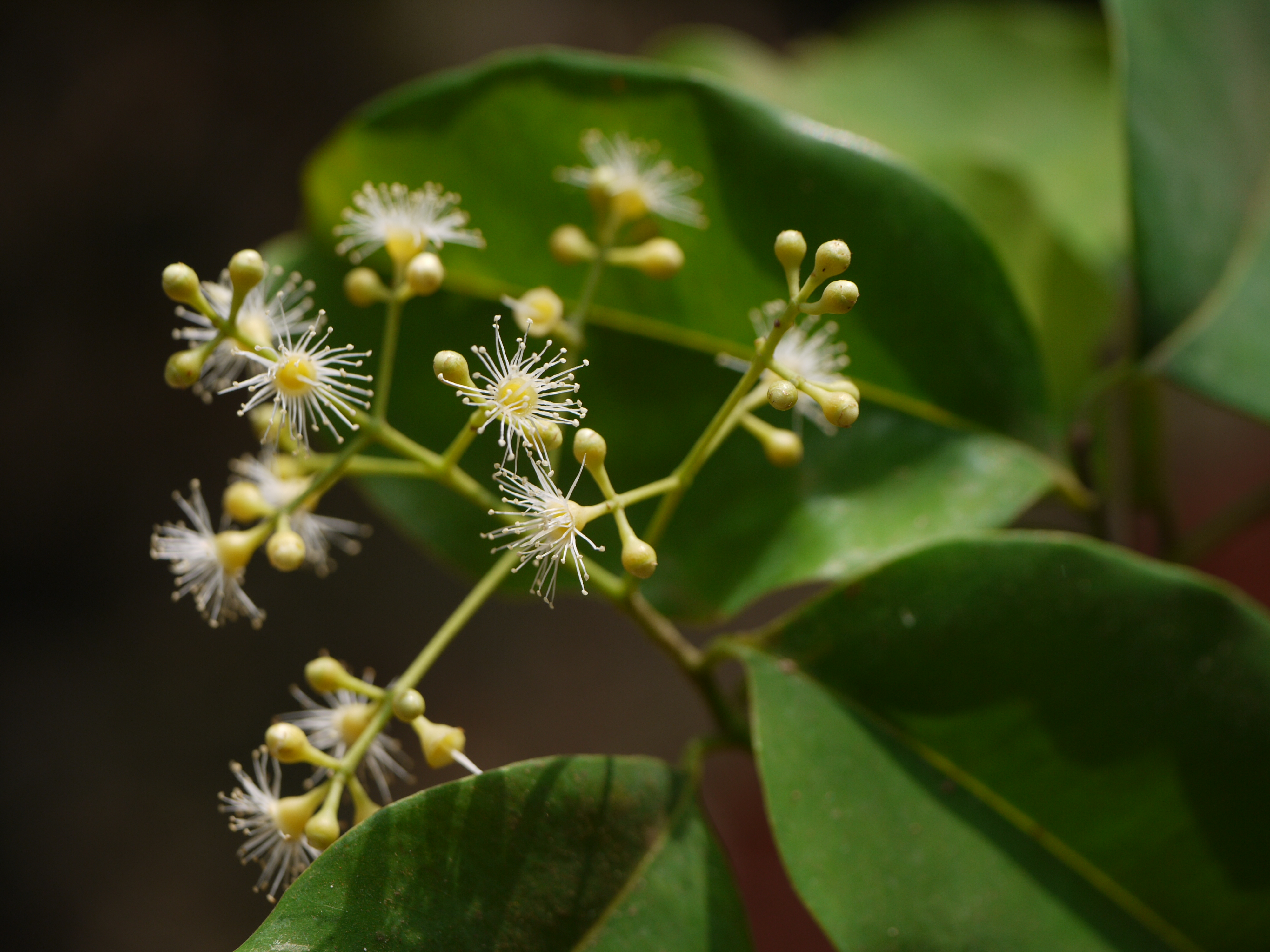
Syzygium gardneri.

- Syzygium gageanum (King) I.M.Turner

- Syzygium galanthum Brambach, Byng & Culmsee
- Syzygium ganophyllum Diels
- Syzygium garciae (Merr.) Merr.
- Syzygium garcinifolioides (M.R.Hend.) Byng & Christenh.
- Syzygium garciniifolium (King) Merr. & L.M.Perry
- Syzygium garcinioides (Ridl.) Merr. & L.M.Perry
- Syzygium gardneri Thwaites
- Syzygium gaultherioides (Ridl.) Merr. & L.M.Perry
- Syzygium georgeae P.S.Ashton
- Syzygium germainii Amshoff
- Syzygium gerrardii (Harv. ex Hook.f.) Burtt Davy
- Syzygium gigantifolium (Merr.) Merr.
- Syzygium gillespiei Merr. & L.M.Perry
- Syzygium gilletii De Wild.
- Syzygium giorgii De Wild.
- Syzygium gitingense (Elmer) Merr.
- Syzygium gjellerupii Lauterb.
- Syzygium glabratum (DC.) Veldkamp
- Syzygium gladiatum (Ridl.) Merr. & L.M.Perry
- Syzygium glanduligerum (Ridl.) Merr. & L.M.Perry
- Syzygium glaucissimum (Haines) Rathakr. & N.C.Nair
- Syzygium glaucum (King) Chantar. & J.Parn.
- Syzygium glenum Craven
- Syzygium globiflorum (Craib) Chantar. & J.Parn.
- Syzygium globosum (Elmer) Merr.
- Syzygium glomeratum (Lam.) DC.
- Syzygium glomerulatum (Gagnep.) Merr. & L.M.Perry
- Syzygium glomeruliferum Amshoff
- Syzygium gonatanthum (Diels) Merr. & L.M.Perry
- Syzygium goniocalyx (Lauterb.) Merr. & L.M.Perry
- Syzygium goniopterum (Diels) Merr. & L.M.Perry
- Syzygium gonshanense P.Y.Bai
- Syzygium goodenovii (King) Masam.
- Syzygium gracilipaniculum P.S.Ashton
- Syzygium gracilipes (A.Gray) Merr. & L.M.Perry
- Syzygium graeffei Whistler
- Syzygium graeme-andersoniae (Ridl.) I.M.Turner
- Syzygium grande (Wight) Walp.
- Syzygium graveolens (F.M.Bailey) Craven & Biffin
- Syzygium grayi (Seem.) Merr. & L.M.Perry
- Syzygium grevesianum Merr. & L.M.Perry
- Syzygium griffithii (Duthie) Merr. & L.M.Perry
- Syzygium grijsii (Hance) Merr. & L.M.Perry
- Syzygium griseum (C.B.Rob.) Airy Shaw
- Syzygium guangxiense H.T.Chang & R.H.Miao
- Syzygium guehoi Bosser & Florens
- Syzygium guillauminii J.W.Dawson
- Syzygium guineense (Willd.) DC.
- Syzygium gununganum Byng & Christenh.
- Syzygium gustavioides (F.M.Bailey) B.Hyland
- Syzygium gyrostemoneum Diels

## H

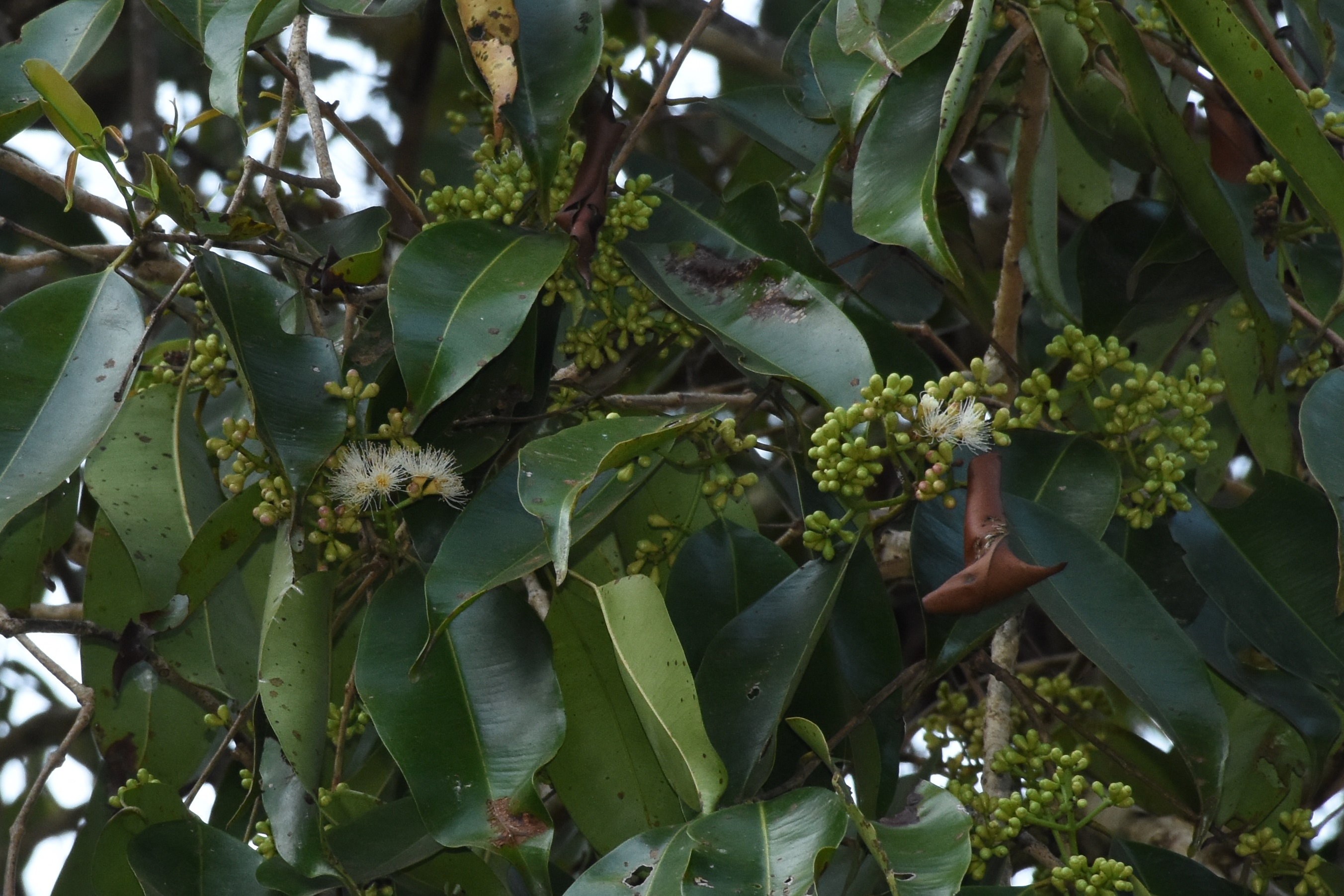
Syzygium hemisphericum.

- Syzygium hainanense H.T.Chang & R.H.Miao

- Syzygium halophilum (Merr.) Masam.
- Syzygium hancei Merr. & L.M.Perry
- Syzygium handelii Merr. & L.M.Perry
- Syzygium haniffii (M.R.Hend.) I.M.Turner
- Syzygium harmandii (Gagnep.) Merr. & L.M.Perry
- Syzygium havilandii (Merr.) Merr. & L.M.Perry
- Syzygium hebephyllum Melville
- Syzygium hedraiophyllum (F.Muell.) Craven & Biffin
- Syzygium helferi (Duthie) Chantar. & J.Parn.
- Syzygium heloanthum Diels
- Syzygium hemilamprum (F.Muell.) Craven & Biffin
- Syzygium hemisphericum (Wight) Alston
- Syzygium hemsleyanum (King) Chantar. & J.Parn.
- Syzygium hendersonii Merr.
- Syzygium heterobotrys Merr. & L.M.Perry
- Syzygium hirtum (Korth.) Merr. & L.M.Perry
- Syzygium hodgkinsoniae (F.Muell.) L.A.S.Johnson
- Syzygium holttumii (Ridl.) Byng & Christenh.
- Syzygium homichlophilum Diels
- Syzygium honbaense Tagane, V.S.Dang & Yahara
- Syzygium hookeri M.V.Ramana, Chorghe & Venu
- Syzygium horsfieldii (Miq.) Widodo
- Syzygium hoseanum (King) Merr. & L.M.Perry
- Syzygium houttuynii Merr. & L.M.Perry
- Syzygium houttuyniifolia P.S.Ashton
- Syzygium howii Merr. & L.M.Perry
- Syzygium hughcumingii Merr.
- Syzygium huillense (Hiern) Engl.
- Syzygium hullettianum (King) Chantar. & J.Parn.
- Syzygium humbertii Byng
- Syzygium humblotii Labat & Schatz
- Syzygium hutchinsonii (C.B.Robinson) Merr.
- Syzygium hylochare (Diels) Merr. & L.M.Perry
- Syzygium hylophilum (K.Schum. & Lauterb.) Merr. & L.M.Perry
- Syzygium hypsipetes Airy Shaw

## I
- Syzygium idrisii P.S.Ashton

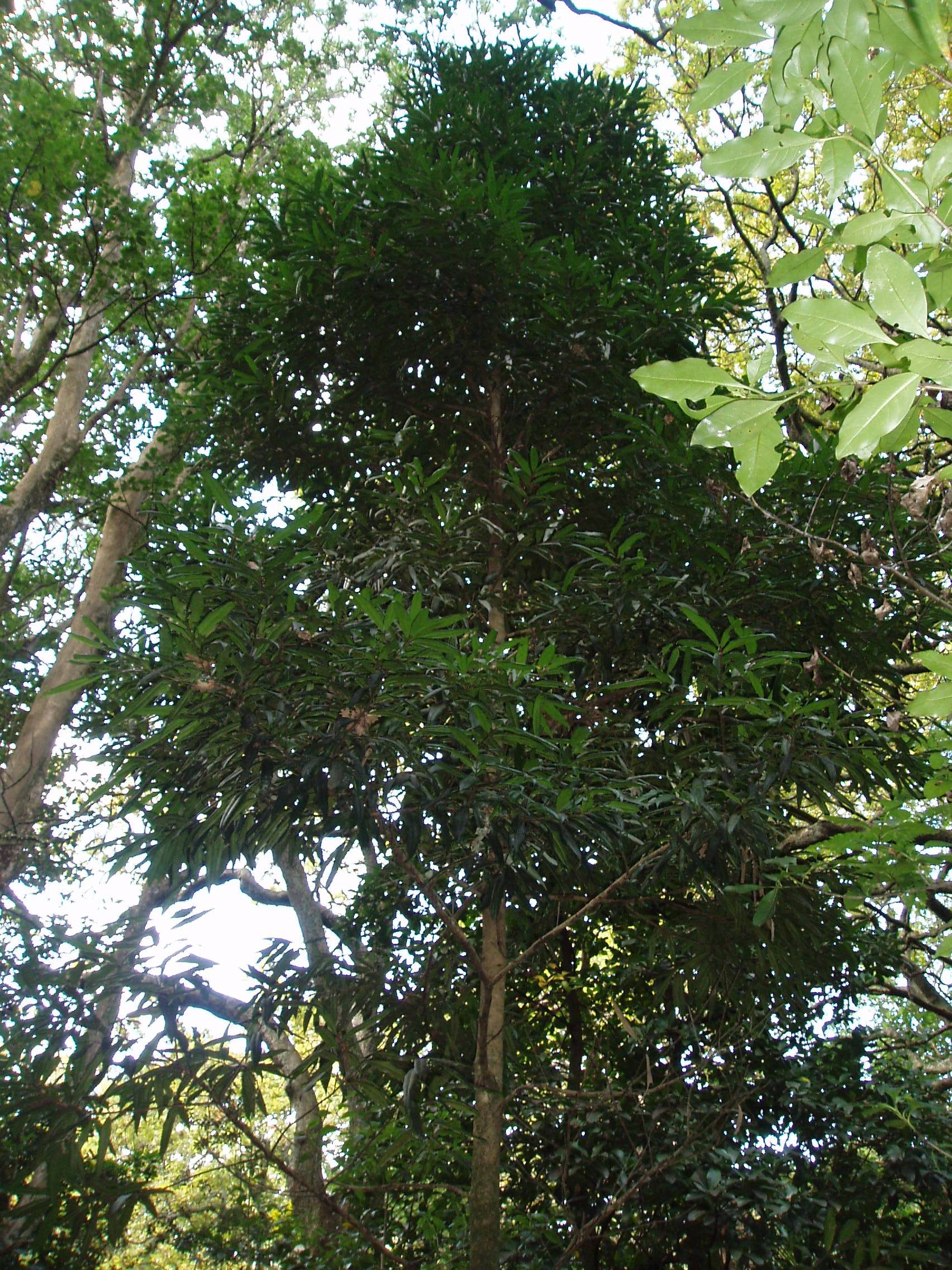
Syzygium ingens.

- Syzygium ignambiense (Baker f.) N.Snow & Byng
- Syzygium iliasii P.S.Ashton
- Syzygium ilocanum (Merr.) Merr.
- Syzygium imitans Merr. & L.M.Perry
- Syzygium imperiale P.S.Ashton
- Syzygium impressum N.H.Xia, Y.F.Deng & K.L.Yip
- Syzygium inasense (King) I.M.Turner
- Syzygium incarnatum (Elmer) Merr. & L.M.Perry
- Syzygium incrassatum (Elmer) Merr.
- Syzygium infrarubiginosum H.T.Chang & R.H.Miao
- Syzygium ingens (F.Muell. ex C.Moore) Craven & Biffin
- Syzygium inophylloides (A.Gray) Müll.Berol.
- Syzygium inophyllum DC.
- Syzygium inopinatum Amshoff
- Syzygium insulare T.G.Hartley & L.M.Perry
- Syzygium × intermedium Engl. & Brehmer
- Syzygium intumescens (C.B.Rob.) Merr.
- Syzygium isabelense (Quisumb.) Merr.
- Syzygium iteophyllum Diels
- Syzygium iwahigense (Elmer) Merr.
- Syzygium ixoroides Chantar. & J.Parn.

## J
- Syzygium jaffrei J.W.Dawson

- Syzygium jaherii Merr. & L.M.Perry
- Syzygium jainii Harid. & R.R.Rao
- Syzygium jambos (L.) Alston

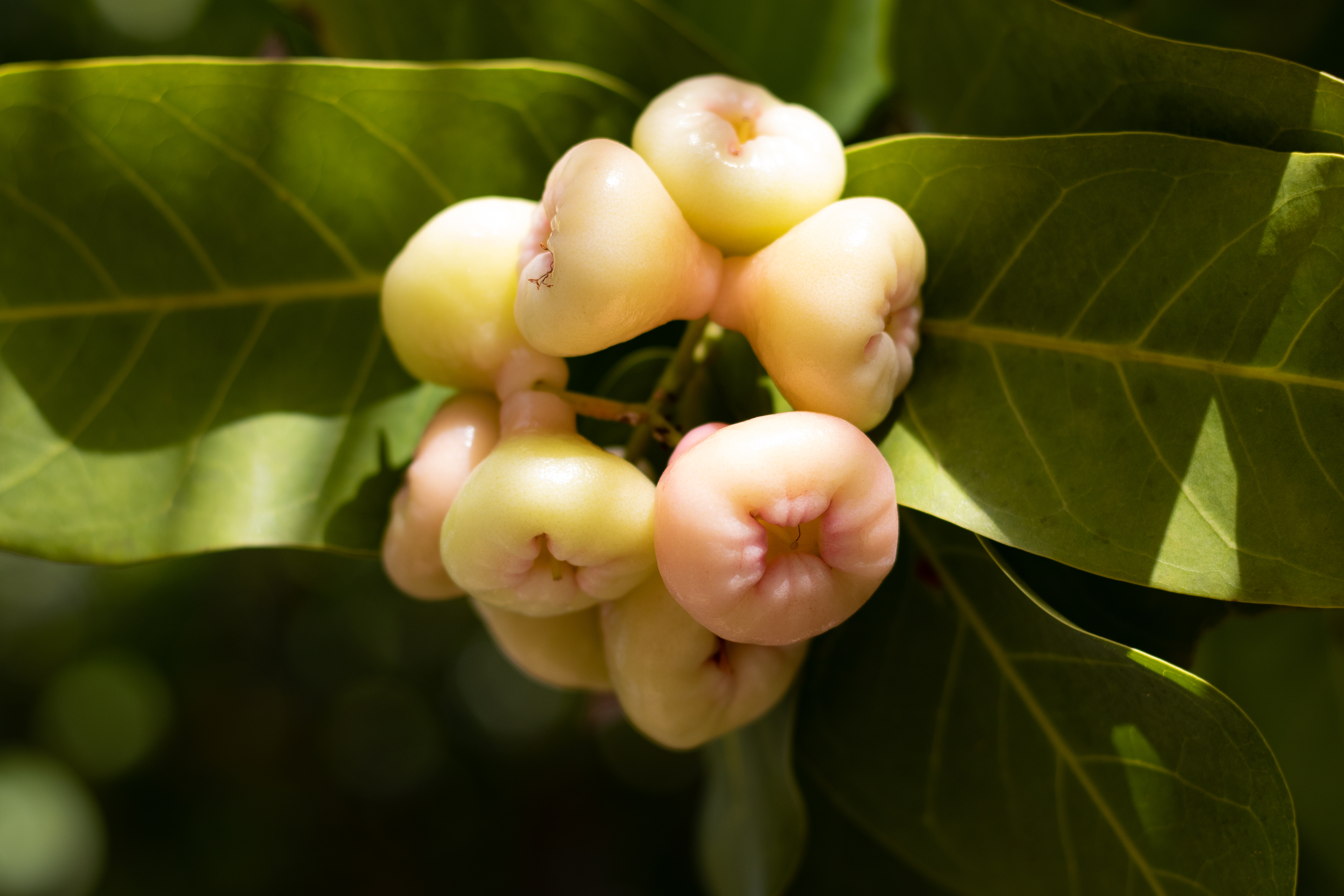
Syzygium jambos.

- Syzygium jasminifolium (Ridl.) Chantar. & J.Parn.
- Syzygium jienfunicum H.T.Chang & R.H.Miao
- Syzygium jiewhoei Hambali, Sunarti & Y.W.Low
- Syzygium johnsonii (F.Muell.) B.Hyland
- Syzygium jugorum (Craib) Byng & Christenh.

## K
- Syzygium kabaense (Greves) Govaerts
- Syzygium kajewskii Guillaumin
- Syzygium kalahiense Korth.
- Syzygium kanarense (Talbot) Raizada
- Syzygium kanneliyense Kosterm.
- Syzygium karimatense Merr. & L.M.Perry
- Syzygium kemamanense (M.R.Hend.) I.M.Turner
- Syzygium keroanthum (Diels) Merr. & L.M.Perry
- Syzygium kerrii Chantar. & J.Parn.
- Syzygium kerstingii Engl.
- Syzygium ketambense Widodo
- Syzygium keysseri (Schltr. ex Diels) Merr. & L.M.Perry
- Syzygium khaoyaiense (Chantar. & J.Parn.) Craven & Biffin
- Syzygium khasianum (Duthie) N.P.Balakr.
- Syzygium khoonmengianum P.S.Ashton
- Syzygium kiahii (M.R.Hend.) I.M.Turner
- Syzygium kiauense (Merr.) Merr. & L.M.Perry
- Syzygium kietanum Rech.
- Syzygium kinabaluense (Stapf) Merr. & L.M.Perry
- Syzygium kipidamasii W.N.Takeuchi
- Syzygium klampok (Miq.) Amshoff
- Syzygium klossii (Ridl.) Masam.
- Syzygium koghianum Petitm. & Bonati
- Syzygium kokomo Craven
- Syzygium komatiense Byng & Pahlad.
- Syzygium koniamboense J.W.Dawson
- Syzygium koordersianum (King) I.M.Turner
- Syzygium korthalsianum (Miq.) Miq.
- Syzygium korthalsii Widodo
- Syzygium koumacense J.W.Dawson
- Syzygium kriegeri (Guillaumin) J.W.Dawson
- Syzygium kudatense P.S.Ashton
- Syzygium kuebiniense J.W.Dawson
- Syzygium kuiense B.J.Conn & Damas
- Syzygium kunstleri (King) Bahadur & R.C.Gaur
- Syzygium kuranda (F.M.Bailey) B.Hyland
- Syzygium kurzii (Duthie) N.P.Balakr.
- Syzygium kusukusuense (Hayata) Mori
- Syzygium kwangtungense (Merr.) Merr.

## L

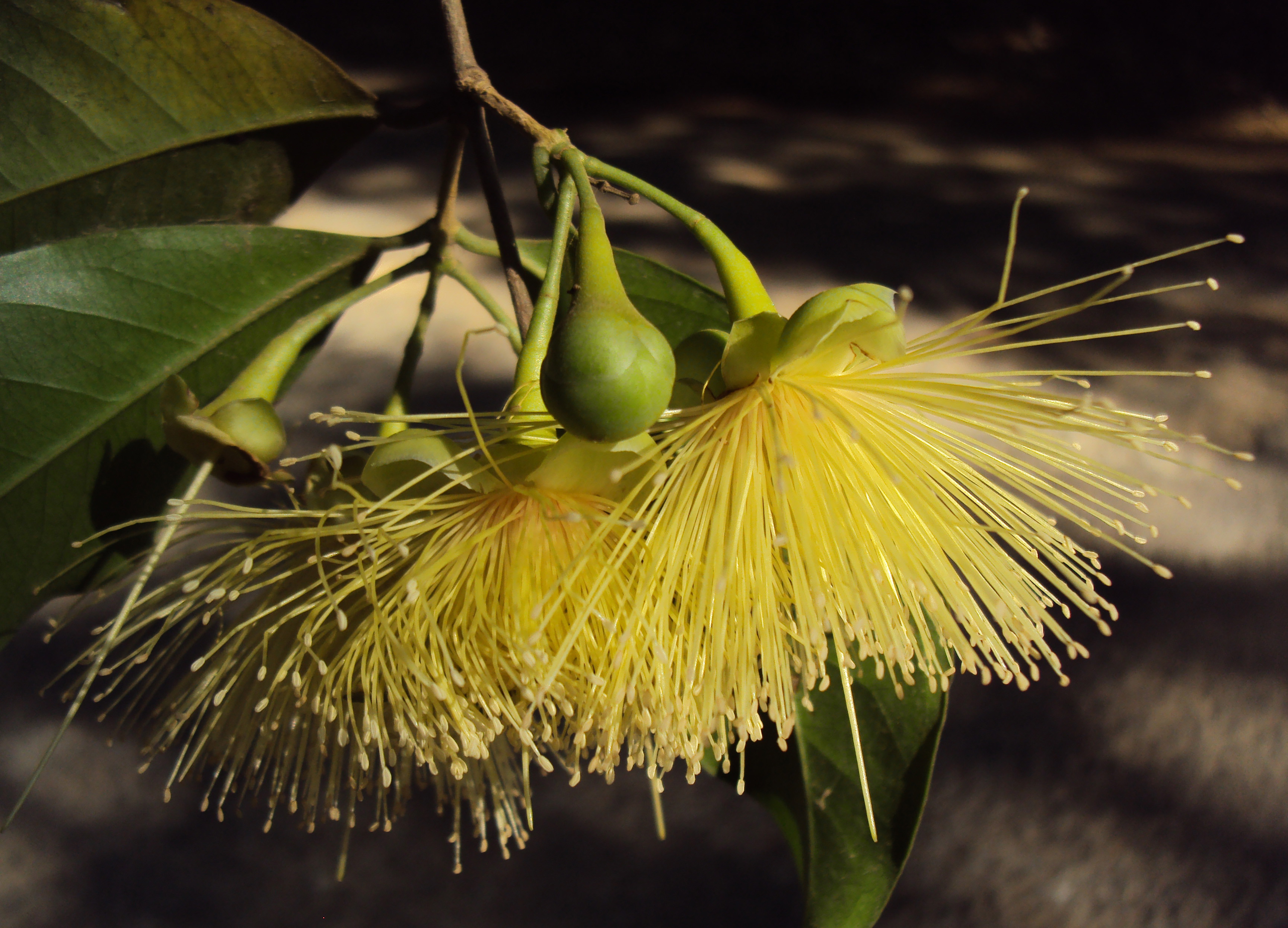
Syzygium laetum.

- Syzygium lababiense B.J.Conn & Damas

- Syzygium labatii Byng & N.Snow
- Syzygium lacustre (C.B.Rob.) Merr.
- Syzygium laetum (Buch.-Ham.) Gandhi
- Syzygium lagerstmemioides Merr. & L.M.Perry
- Syzygium lakshnakarae Chantar. & J.Parn.
- Syzygium lambirense P.S.Ashton
- Syzygium lamii Merr. & L.M.Perry
- Syzygium lamprophyllum Diels
- Syzygium lanceolarium (Roxb.) N.P.Balakr.
- Syzygium lanceolatum (Lam.) Wight & Arn.
- Syzygium lancilimbum (Merr.) Merr.
- Syzygium laqueatum Merr. & L.M.Perry
- Syzygium lasianthifolium H.T.Chang & R.H.Miao
- Syzygium lateriflorum Brongn. & Gris
- Syzygium latifolium (Poir.) DC.
- Syzygium laurifolium (DC.) N.P.Balakr.
- Syzygium laxeracemosum (Guillaumin) J.W.Dawson
- Syzygium laxiflorum (Blume) DC.
- Syzygium lecardii Guillaumin
- Syzygium legatii Burtt Davy & Greenway
- Syzygium lehuntii (F.M.Bailey) Merr. & L.M.Perry
- Syzygium lenbrassii Craven & Biffin
- Syzygium leonhardii (Diels) Merr. & L.M.Perry
- Syzygium leptoneurum Diels
- Syzygium leptophlebium Diels
- Syzygium leptopodium Merr. & L.M.Perry
- Syzygium leptostemon (Korth.) Merr. & L.M.Perry
- Syzygium leucanthum L.M.Perry
- Syzygium leucocladum Merr. & L.M.Perry
- Syzygium leucoxylon Korth.
- Syzygium levinei (Merr.) Merr.
- Syzygium lewisii Alston
- Syzygium leytense (Elmer) Merr.
- Syzygium lifuanum Däniker
- Syzygium linocieroideum (King) I.M.Turner
- Syzygium littorale (Blume) Amshoff
- Syzygium littorosum Byng
- Syzygium llanosii (Merr.) Merr.
- Syzygium loiseleurioides (Baker) Govaerts
- Syzygium longifolium (Brongn. & Gris) J.W.Dawson
- Syzygium longipedicellatum (Merr.) Merr.
- Syzygium longipes (Diels) Merr. & L.M.Perry
- Syzygium longipetiolatum Widodo
- Syzygium longissimum (Merr.) Merr.
- Syzygium longistylum (Merr.) Merr.
- Syzygium lorentzianum Lauterb.
- Syzygium lorofolium Merr.
- Syzygium ludovicii N.Snow
- Syzygium luehmannii (F.Muell.) L.A.S.Johnson
- Syzygium lugubre (H.Perrier) Labat & Schatz
- Syzygium lunduense (Merr.) Merr. & L.M.Perry
- Syzygium luteum (C.B.Rob.) Merr.
- Syzygium luzonense (Merr.) Merr.

## M

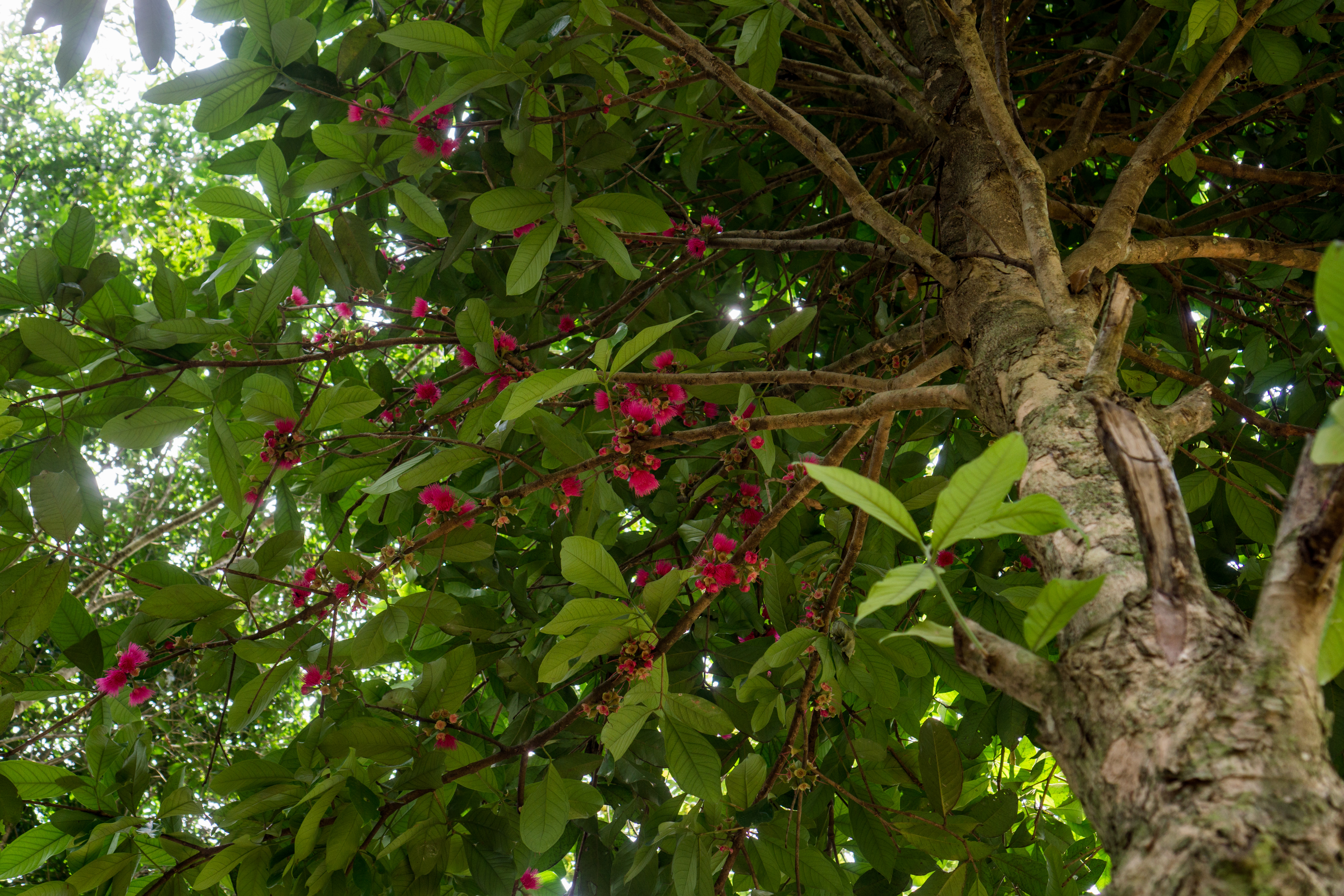
Syzygium malaccense.

- Syzygium macgregorii (C.B.Rob.) Merr.

- Syzygium macilwraithianum B.Hyland
- Syzygium mackinnonianum (B.Hyland) Craven & Biffin
- Syzygium macranthum Brongn. & Gris
- Syzygium macrocalyx Merr. & L.M.Perry
- Syzygium macromyrtus (Koord. & Valeton) Merr. & L.M.Perry
- Syzygium madangense T.G.Hartley & L.M.Perry
- Syzygium magnoliifolium (Blume) DC.
- Syzygium maingayi Chantar. & J.Parn.
- Syzygium mainitense (Elmer) Merr.
- Syzygium maire (A.Cunn.) Sykes & Garn.-Jones
- Syzygium makul Gaertn.
- Syzygium malabaricum (Bedd.) Gamble
- Syzygium malaccense (L.) Merr. & L.M.Perry
- Syzygium malagsam (Elmer) Merr.
- Syzygium mamillatum Bosser & J.Guého
- Syzygium mananquil (Blanco) Merr.
- Syzygium manii (King) N.P.Balakr.
- Syzygium maraca Craven & Biffin
- Syzygium marginatum Korth.
- Syzygium martelinoi (Merr.) Merr.
- Syzygium masukuense (Baker) R.E.Fr.
- Syzygium mauritianum J.Guého & A.J.Scott
- Syzygium mauritsii Govaerts
- Syzygium medium (Korth.) Merr. & L.M.Perry
- Syzygium megalanthum (C.B.Rob.) Merr.
- Syzygium megalospermum (K.Schum. & Lauterb.) Merr. & L.M.Perry
- Syzygium megistophyllum Merr. & L.M.Perry
- Syzygium melanophilum H.T.Chang & R.H.Miao
- Syzygium melanostictum (Miq.) Craven & Biffin
- Syzygium melastomifolium (Blume) Veldkamp
- Syzygium melliodorum (C.B.Rob.) Merr.
- Syzygium meorianum J.W.Dawson
- Syzygium merokense (Greves) Merr. & L.M.Perry
- Syzygium merrittianum (C.B.Rob.) Merr.
- Syzygium micans Brongn. & Gris
- Syzygium micklethwaitii Verdc.
- Syzygium micrandrum (Ridl.) Merr. & L.M.Perry
- Syzygium micranthum Thwaites
- Syzygium microcymum (Koord. & Valeton) Amshoff
- Syzygium microphyllum Gamble
- Syzygium micropodum (Baker) Labat & Schatz
- Syzygium millsii (M.R.Hend.) I.M.Turner
- Syzygium mimicum (Merr.) Merr.
- Syzygium mindorense (C.B.Rob.) Masam.
- Syzygium minimum (Blume) Airy Shaw
- Syzygium minus A.C.Sm.
- Syzygium minutiflorum Miq.
- Syzygium minutuliflorum (F.Muell.) B.Hyland
- Syzygium mirabile (Merr.) Merr.
- Syzygium mirandae (Merr.) Merr.
- Syzygium mishmiense Chatterjee
- Syzygium monetarium (Ridl.) Merr. & L.M.Perry
- Syzygium monimioides Craven
- Syzygium monospermum Craven
- Syzygium montanum Gamble
- Syzygium monticola Merr. & L.M.Perry
- Syzygium montis-adam Kosterm.
- Syzygium moorei (F.Muell.) L.A.S.Johnson
- Syzygium mortonianum Byng
- Syzygium mouanum Guillaumin
- Syzygium moultonii (Merr.) Merr. & L.M.Perry
- Syzygium muelleri (Miq.) Miq.
- Syzygium mulgraveanum (B.Hyland) Craven & Biffin
- Syzygium multibracteolatum (Merr.) Merr. & L.M.Perry
- Syzygium multiglandulosum Merr. & L.M.Perry
- Syzygium multinerve (C.B.Rob.) Merr.
- Syzygium multipetalum Pancher ex Brongn. & Gris
- Syzygium multipuncticulatum Merr.
- Syzygium mundagam (Bourd.) Chithra
- Syzygium munnarense Shareef, P.E.Roy & Krishnaraj
- Syzygium munroi (Wight) Chandrab.
- Syzygium myhendrae (Bedd. ex Brandis) Gamble
- Syzygium myriadenum Merr. & L.M.Perry
- Syzygium myrianthum (King) I.M.Turner
- Syzygium myrsinifolium (Hance) Merr. & L.M.Perry
- Syzygium myrtifolium Walp.
- Syzygium myrtilloides Merr. & L.M.Perry
- Syzygium myrtillus (Stapf) Merr. & L.M.Perry
- Syzygium myrtoides (A.Gray) R.Schmid

## N

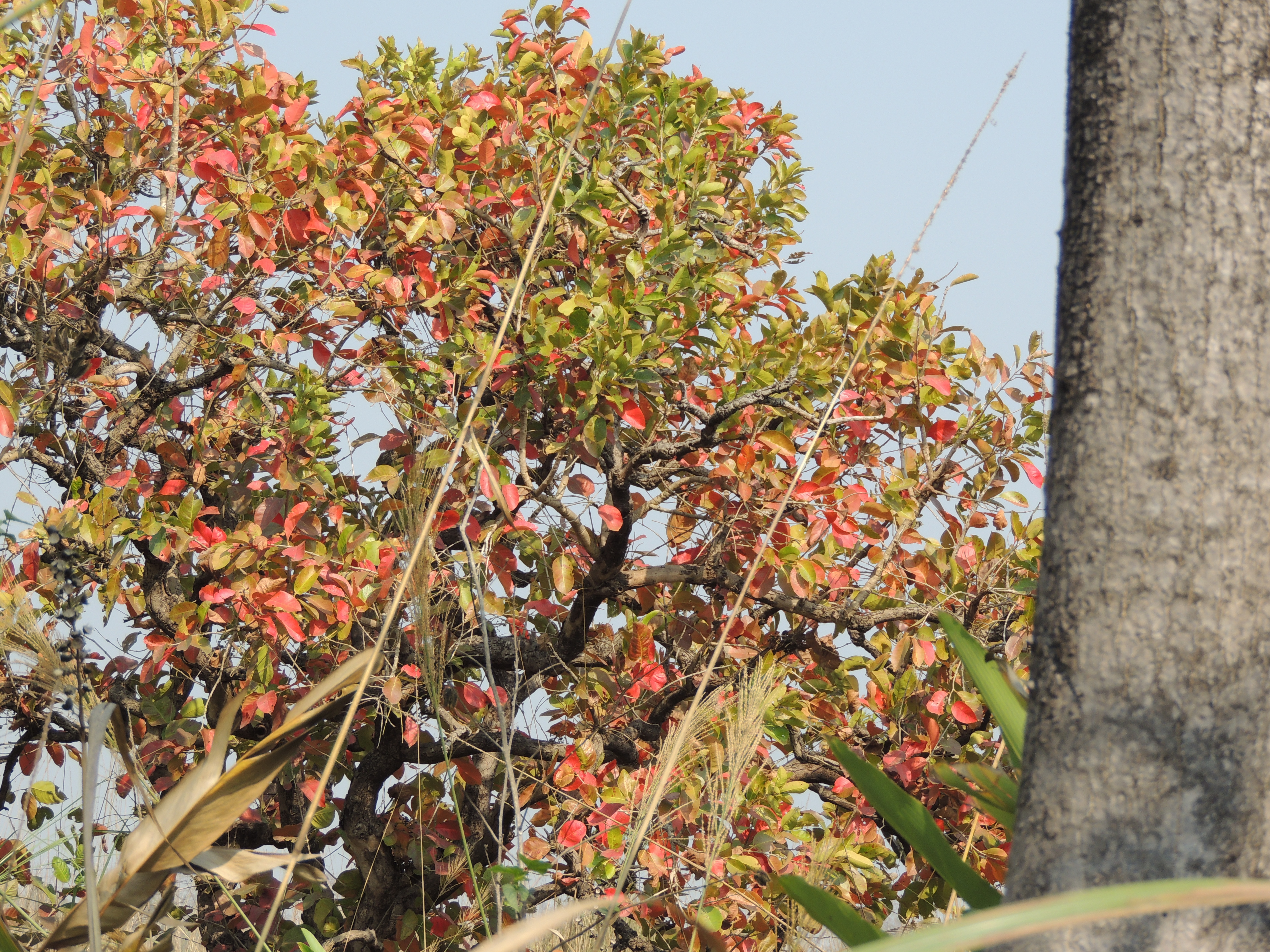
Syzygium nervosum.

- Syzygium naiadum (Diels) Merr. & L.M.Perry

- Syzygium namosialangense Widodo & E.Lucas
- Syzygium nandarivatense (Gillespie) L.M.Perry
- Syzygium nanpingense Y.Y.Qian
- Syzygium nanum J.W.Dawson
- Syzygium napiforme (Koord. & Valeton) Merr. & L.M.Perry
- Syzygium neesianum Arn.
- Syzygium nemorale Merr. & L.M.Perry
- Syzygium neocaledonicum (Seem.) J.W.Dawson
- Syzygium neoeugenioides N.Snow, Byng & J.W.Dawson
- Syzygium neolaurifolium N.Snow & Byng
- Syzygium neriifolium Becc. ex Merr. & L.M.Perry
- Syzygium nervosum A.Cunn. ex DC.
- Syzygium neurocalyx (A.Gray) Christoph.
- Syzygium neurophyllum N.Snow
- Syzygium ngadimanianum (M.R.Hend.) I.M.Turner
- Syzygium ngoyense (Schltr.) Guillaumin
- Syzygium niassense Byng & J.E.Burrows
- Syzygium nicobaricum (King) Rathakr. & N.C.Nair
- Syzygium nidie Guillaumin
- Syzygium nigrans (Gagnep.) Craven & Biffin
- Syzygium nigricans (King) Merr. & L.M.Perry
- Syzygium nigropunctatum Merr. & L.M.Perry
- Syzygium nitens J.W.Dawson
- Syzygium nitidulum (Ridl.) I.M.Turner
- Syzygium nitidum Benth.
- Syzygium nitrasirirakii Chantar. & J.Parn.
- Syzygium nomoa Guillaumin
- Syzygium normanbiensc T.G.Hartley & L.M.Perry
- Syzygium novoguineense Merr. & L.M.Perry
- Syzygium nummularium Airy Shaw
- Syzygium nutans Merr. & L.M.Perry

## O

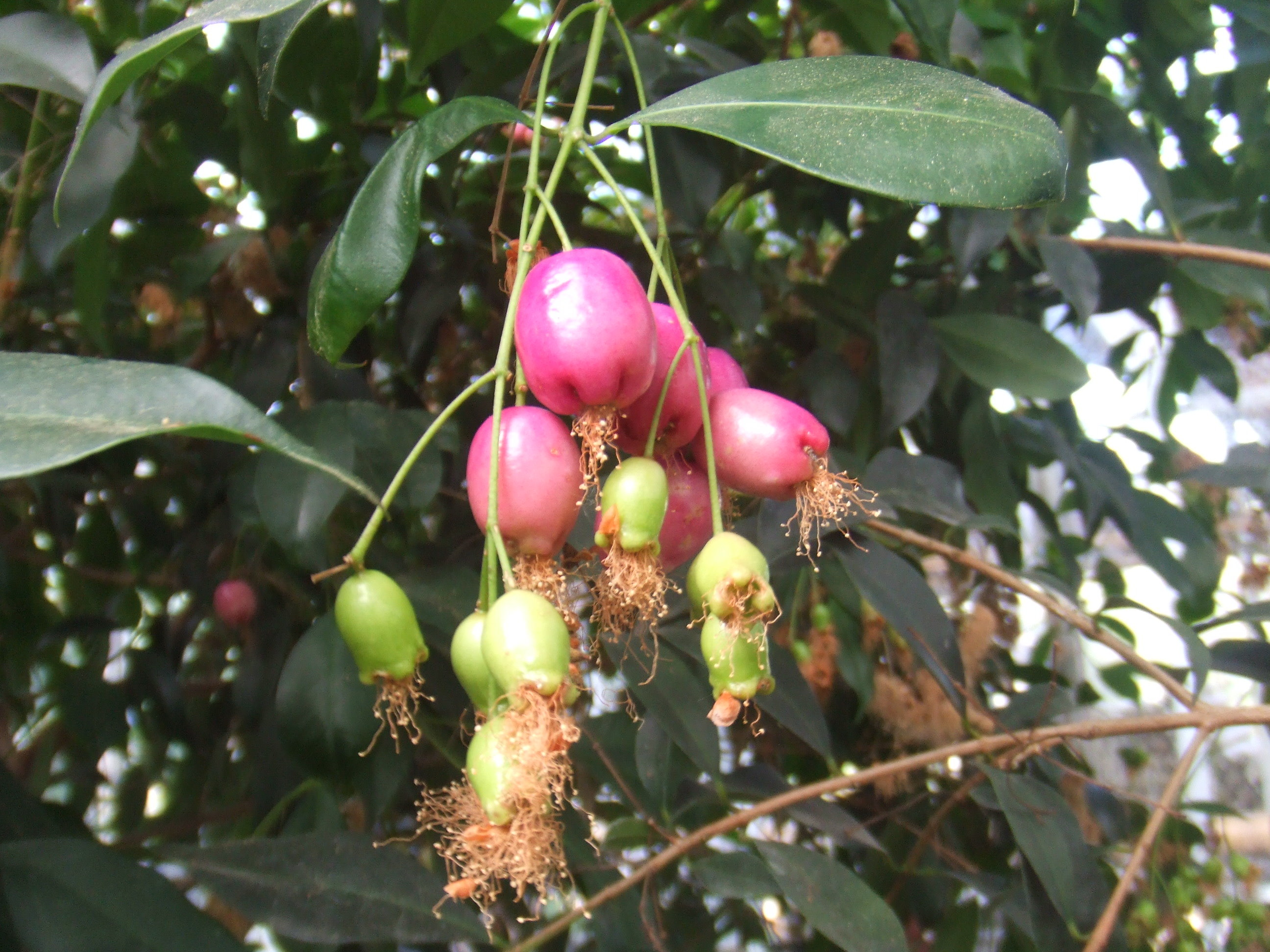
Syzygium oleosum.

- Syzygium oblanceolatum (C.B.Rob.) Merr.

- Syzygium oblancilimbum H.T.Chang & R.H.Miao
- Syzygium oblatum (Roxb.) Wall. ex A.M.Cowan & Cowan
- Syzygium obliquinervium (Elmer) Merr.
- Syzygium oblongifolium (Gillespie) Merr. & L.M.Perry
- Syzygium occidentale (Bourd.) Gandhi
- Syzygium occlusum Miq.
- Syzygium odoardoi Merr. & L.M.Perry
- Syzygium odoratum (Lour.) DC.
- Syzygium oleosum (F.Muell.) B.Hyland
- Syzygium oligadelphum (Christoph.) Merr. & L.M.Perry
- Syzygium oliganthum Thwaites
- Syzygium oligomyrum Diels
- Syzygium onesimum Merr. & L.M.Perry
- Syzygium onivense (H.Perrier) Labat & Schatz
- Syzygium oreophilum I.M.Turner
- Syzygium orites (Ridl.) I.M.Turner
- Syzygium orthoneurum Diels
- Syzygium ovale Korth.
- Syzygium ovalifolium (Blume) Merr. & L.M.Perry
- Syzygium owariense (P.Beauv.) Benth.
- Syzygium oxyphyllum Diels

## P

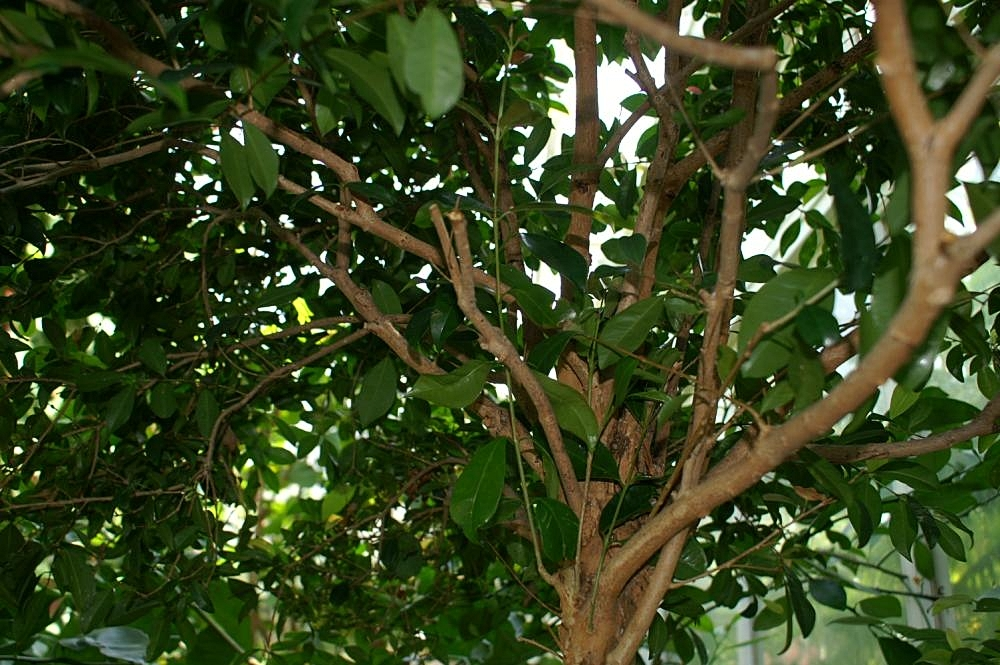
Syzygium paniculatum.

- Syzygium pachyanthum (Diels) Merr. & L.M.Perry

- Syzygium pachycladum (K.Schum. & Lauterb.) Merr. & L.M.Perry
- Syzygium pachyphyllum (Kurz) Merr. & L.M.Perry
- Syzygium pachyrrachis Amshoff
- Syzygium pachysarcum (Gagnep.) Merr. & L.M.Perry
- Syzygium pachysepalum Merr. & L.M.Perry
- Syzygium padangense Widodo & E.Lucas
- Syzygium pahangense (Ridl.) I.M.Turner
- Syzygium palauense (Kaneh.) Hosok.
- Syzygium palawanense (C.B.Rob.) Merr. & L.M.Perry
- Syzygium palghatense Gamble
- Syzygium pallens Merr. & L.M.Perry
- Syzygium pallidilimbum Merr. & L.M.Perry
- Syzygium pallidulum (Ridl.) I.M.Turner
- Syzygium pallidum Merr.
- Syzygium palodense Shareef, E.S.S.Kumar & Shaju
- Syzygium paludosum P.S.Ashton
- Syzygium panayense (Merr.) Merr.
- Syzygium pancheri Brongn. & Gris
- Syzygium panduriforme (Elmer) Merr.
- Syzygium paniculatum Gaertn.
- Syzygium paniense (Baker f.) J.W.Dawson
- Syzygium panzeri Merr. & L.M.Perry
- Syzygium papillosum (Duthie) Merr. & L.M.Perry
- Syzygium papyraceum B.Hyland
- Syzygium paradoxum (Merr.) Masam.
- Syzygium paraiense Merr. & L.M.Perry
- Syzygium parameswaranii M.Mohanan & A.N.Henry
- Syzygium parkeri (Baker) Labat & Schatz
- Syzygium parnellii Byng & Christenh.
- Syzygium parvicarpum J.W.Dawson
- Syzygium parvifolium (Engl.) Mildbr.
- Syzygium parvulum Mildbr. ex Amshoff
- Syzygium pascasioii (Merr.) Merr.
- Syzygium patens Korth.
- Syzygium patentinerve Christoph.
- Syzygium patentinervium (P.S.Ashton) Byng & Christenh.
- Syzygium paucinervium (Chantar. & J.Parn.) Byng & Christenh.
- Syzygium paucipunctatum (Koord. & Valeton) Merr. & L.M.Perry
- Syzygium paucivenium (C.B.Rob.) Merr.
- Syzygium pauper (Ridl.) I.M.Turner
- Syzygium peekelii Diels
- Syzygium pellucidum (Duthie) N.P.Balakr.
- Syzygium penasii (Merr.) Merr.
- Syzygium pendens (Duthie) I.M.Turner
- Syzygium pendulinum J.W.Dawson
- Syzygium penibukanense Merr. & L.M.Perry
- Syzygium pennelii (Guillaumin) J.W.Dawson
- Syzygium peregrinum (Blume) Merr. & L.M.Perry
- Syzygium perforatum (Miq.) Widodo
- Syzygium pergamaceum (Greves) Merr. & L.M.Perry
- Syzygium pergamentaceum (King) Chantar. & J.Parn.
- Syzygium periyarense Augustine & Sasidh.
- Syzygium perryae I.M.Turner
- Syzygium perspicuinervium (Merr.) Masam.
- Syzygium petakense Merr. & L.M.Perry
- Syzygium petraeum Diels
- Syzygium petrinense Bosser & J.Guého
- Syzygium petrophilum Merr. & L.M.Perry
- Syzygium phacelanthum (Diels) Merr. & L.M.Perry
- Syzygium phaeophyllum Merr. & L.M.Perry
- Syzygium phaeostictum Merr. & L.M.Perry
- Syzygium phamhoangii Tagane, V.S.Dang & Yahara
- Syzygium phanerophlebium (C.B.Rob.) Merr.
- Syzygium phengklaii (Chantar. & J.Parn.) Craven & Biffin
- Syzygium philippinense (C.B.Rob.) Merr.
- Syzygium phillyreifolium (Baker) Labat & Schatz
- Syzygium phoukhaokhouayense Soulad., Tagane & Yahara
- Syzygium phryganodes Merr. & L.M.Perry
- Syzygium pierrei (Gagnep.) Merr. & L.M.Perry
- Syzygium pilgerianum (K.Schum. & Lauterb.) Merr. & L.M.Perry
- Syzygium piluliferum Craven & Biffin
- Syzygium platycarpum (Diels) Merr. & L.M.Perry
- Syzygium platypodum Diels
- Syzygium plumbeum (King) I.M.Turner
- Syzygium plumeum (Ridl.) Merr. & L.M.Perry
- Syzygium pluviatile T.G.Hartley & L.M.Perry
- Syzygium polisense Merr.
- Syzygium politum (King) I.M.Turner
- Syzygium polyanthum (Wight) Walp.
- Syzygium polycephaloides (C.B.Rob.) Merr.
- Syzygium polycephalum (Miq.) Merr. & L.M.Perry
- Syzygium polypetaloideum Merr. & L.M.Perry
- Syzygium polypetalum (Wall.) Merr. & L.M.Perry
- Syzygium polyphlebium (Diels) Merr. & L.M.Perry
- Syzygium pondoense Engl.
- Syzygium ponmudianum A.K.Sreekala, Ramas., D.S.Pillai & Surendr.
- Syzygium pontianakense Merr. & L.M.Perry
- Syzygium populifolium (Baker) J.Guého & A.J.Scott
- Syzygium porphyranthum (Ridl.) I.M.Turner
- Syzygium porphyrocarpum (Greves) Merr. & L.M.Perry
- Syzygium potamicum Kosterm.
- Syzygium poyanum J.W.Dawson
- Syzygium praecox (Roxb.) Rathakr. & N.C.Nair
- Syzygium praestantilimbum P.S.Ashton
- Syzygium praestigiosum (M.R.Hend.) I.M.Turner
- Syzygium praetermissum (Gage) N.P.Balakr.
- Syzygium praineanum (King) Chantar. & J.Parn.
- Syzygium prasiniflorum (Ridl.) Merr. & L.M.Perry
- Syzygium pratense Byng
- Syzygium pringlei (B.Hyland) Craven & Biffin
- Syzygium propinquum (Guillaumin) J.W.Dawson
- Syzygium pseudocalcicola Craven & Biffin
- Syzygium pseudoclaviflorum (M.R.Hend.) I.M.Turner
- Syzygium pseudofastigiatum B.Hyland
- Syzygium pseudolaetum (C.E.C.Fisch.) Merr. & L.M.Perry
- Syzygium pseudomalaccense (Vieill. ex Brongn. & Gris) Govaerts
- Syzygium pseudomegistophyllum W.N.Takeuchi
- Syzygium pseudomolle (M.R.Hend.) I.M.Turner
- Syzygium pseudopinnatum Däniker
- Syzygium pterocalyx Brongn. & Gris
- Syzygium pterocarpum (Vieill. ex Pancher & Sebert) Govaerts
- Syzygium pterophorum Merr. & L.M.Perry
- Syzygium pteropodum (K.Schum. & Lauterb.) Merr. & L.M.Perry
- Syzygium pterotum B.J.Conn & Damas
- Syzygium puberulum Merr. & L.M.Perry
- Syzygium pulaiense I.M.Turner
- Syzygium pulgarense (C.B.Rob.) Merr.
- Syzygium pullei Diels
- Syzygium punctilimbum (Merr.) Merr. & L.M.Perry
- Syzygium purpureum (L.M.Perry) A.C.Sm.
- Syzygium purpuricarpum N.Snow
- Syzygium purpuriflorum (Elmer) Merr.
- Syzygium pustulatum (Duthie) Merr.
- Syzygium putii Chantar. & J.Parn.
- Syzygium pycnanthum Merr. & L.M.Perry
- Syzygium pyneei Byng, V.Florens & Baider
- Syzygium pyrifolium (Blume) DC.
- Syzygium pyriforme Merr. & L.M.Perry
- Syzygium pyrocarpum (Greves) Merr. & L.M.Perry
- Syzygium pyrrophloeum Diels

## Q
- Syzygium quadrangulare Guillaumin
- Syzygium quadrangulatum (A.Gray) Merr. & L.M.Perry
- Syzygium quadratum (King) I.M.Turner
- Syzygium quadrialatum Teijsm. & Binn.
- Syzygium quadribracteatum (M.R.Hend.) I.M.Turner
- Syzygium quadricostatum P.S.Ashton
- Syzygium quadrisepalum (P.S.Ashton) Byng & Christenh.

## R
- Syzygium racemosum (Blume) DC.

- Syzygium rakotovaoanum N.Snow

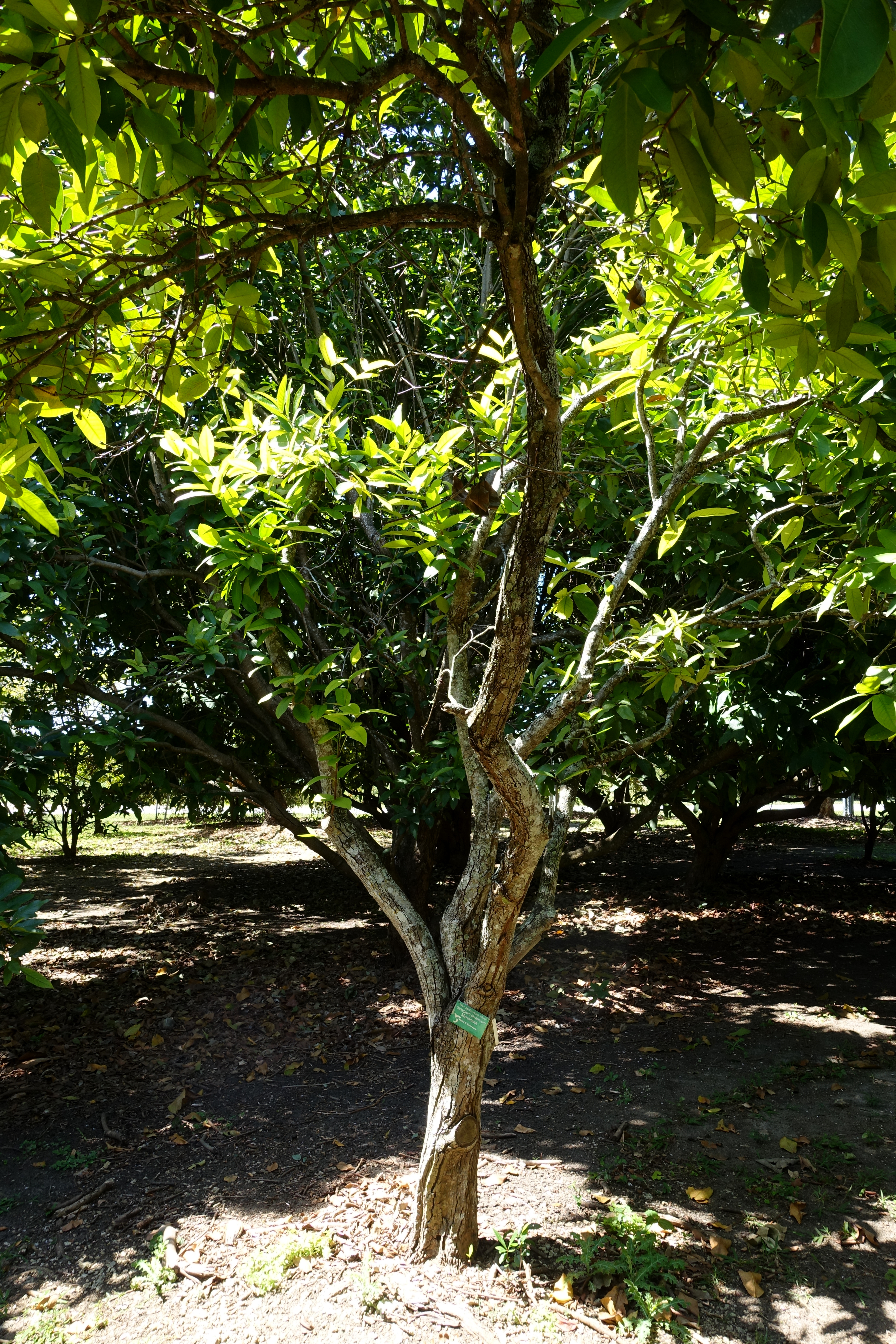
Syzygium racemosum.

- Syzygium rama-varmae (Bourd.) Chithra
- Syzygium rambutyense N.Snow
- Syzygium ramiflorum Airy Shaw
- Syzygium ramilepis J.W.Dawson
- Syzygium ramosii (C.B.Rob.) Merr.
- Syzygium ramosissimum (Blume) N.P.Balakr.
- Syzygium rampans (Baker) J.Guého & A.J.Scott
- Syzygium randianum Merr. & L.M.Perry
- Syzygium rechingeri Merr. & L.M.Perry
- Syzygium recurvovenosum (Lauterb.) Diels
- Syzygium refertum (Craib) Chantar. & J.Parn.
- Syzygium rehderianum Merr. & L.M.Perry
- Syzygium rejangense Merr. & L.M.Perry
- Syzygium remotifolium (Ridl.) Merr. & L.M.Perry
- Syzygium resa (B.Hyland) Craven & Biffin
- Syzygium reticulatum (Wight) Walp.
- Syzygium retinervium (Merr. & L.M.Perry) Craven & Biffin
- Syzygium revolutum (Wight) Walp.
- Syzygium rheophyticum P.S.Ashton
- Syzygium rhizophorum (Boerl. & Koord.-Schum.) Govaerts
- Syzygium rhomboideum (Ridl.) I.M.Turner
- Syzygium rhopalanthum Schltr.
- Syzygium richardsonianum Merr. & L.M.Perry
- Syzygium richii (A.Gray) Merr. & L.M.Perry
- Syzygium ridleyi (King) Chantar. & J.Parn.
- Syzygium ridsdalei Craven & N.Snow
- Syzygium rigens (Craib) Chantar. & J.Parn.
- Syzygium rigidifolium Merr.
- Syzygium riparium (Diels) Merr. & L.M.Perry
- Syzygium ripicola (Craib) Merr. & L.M.Perry
- Syzygium rivulare Vieill. ex Guillaumin
- Syzygium rizalense (Merr.) Merr.
- Syzygium robbinsii T.G.Hartley & L.M.Perry
- Syzygium robertii (Merr.) Merr.
- Syzygium robinsonii (Elmer) Merr.
- Syzygium robustum Miq.
- Syzygium rockii Merr. & L.M.Perry
- Syzygium roemeri (Lauterb.) Merr. & L.M.Perry
- Syzygium rolfei Merr.
- Syzygium rosaceum Diels
- Syzygium rosenbluthii (C.B.Rob.) Merr.
- Syzygium roseomarginatum (C.B.Rob.) Merr. & L.M.Perry
- Syzygium roseum Merr. & L.M.Perry
- Syzygium rostadonis (Ridl.) I.M.Turner
- Syzygium rostratum (Blume) DC.
- Syzygium rosulentum (Ridl.) Merr. & L.M.Perry
- Syzygium rotundifolium Arn.
- Syzygium rowlandii Sprague
- Syzygium rubens (Roxb.) Walp.
- Syzygium rubescens (A.Gray) Müll.Berol.
- Syzygium rubicundum Wight & Arn.
- Syzygium rubrimolle B.Hyland
- Syzygium rubropunctatum (Ridl.) Merr. & L.M.Perry
- Syzygium rubropurpureum (C.B.Rob.) Airy Shaw
- Syzygium rubrovenium (C.B.Rob.) Merr.
- Syzygium rugosum Korth.
- Syzygium rumphii (Merr.) Govaerts
- Syzygium rysopodum Merr. & L.M.Perry

## S

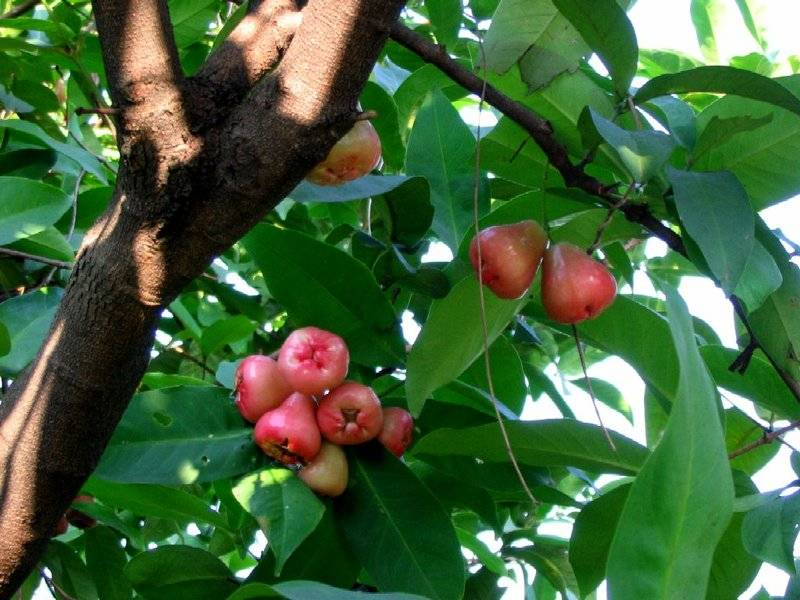
Syzygium samarangense.

- Syzygium sabangense (Lauterb.) Merr. & L.M.Perry

- Syzygium sahyadricum Sujanapal, Robi & Sasidh.
- Syzygium sakalavarum (H.Perrier) Labat & Schatz
- Syzygium salicifolium J.Graham
- Syzygium saliciforme Merr. & L.M.Perry
- Syzygium salicinum (Ridl.) Merr. & L.M.Perry
- Syzygium salictoides (Ridl.) I.M.Turner
- Syzygium salignum (Miq.) Rathakr. & N.C.Nair
- Syzygium salomonense (Hemsl.) Merr. & L.M.Perry
- Syzygium salpinganthum (Greves) Merr. & L.M.Perry
- Syzygium salwinense Merr. & L.M.Perry
- Syzygium samarangense (Blume) Merr. & L.M.Perry
- Syzygium sambiranense (H.Perrier) Labat & Schatz
- Syzygium sambogense T.G.Hartley & L.M.Perry
- Syzygium samoense (Burkill) Whistler
- Syzygium sandwicense (A.Gray) Müll.Berol.
- Syzygium sanjappanum M.V.Ramana
- Syzygium santosii (Merr.) Merr.
- Syzygium sarmentosum J.W.Dawson
- Syzygium sasidharanii Sujanapal
- Syzygium saundersii Craven
- Syzygium savaiiense (A.Gray) Müll.Berol.
- Syzygium saxatile H.T.Chang & R.H.Miao
- Syzygium sayeri (F.Muell.) B.Hyland
- Syzygium scabrum Tagane, Soulad. & Yahara
- Syzygium scalarinerve (King) I.M.Turner
- Syzygium schistaceum J.W.Dawson
- Syzygium schlechteri Diels
- Syzygium schlechterianum Hochr.
- Syzygium schmidii Rathakr. & N.C.Nair
- Syzygium schumannianum (Nied.) Diels
- Syzygium schwenckii Teijsm. & Binn.
- Syzygium sclerophyllum Thwaites
- Syzygium scolopophyllum (Ridl.) Masam.
- Syzygium scortechinii (King) Chantar. & J.Parn.
- Syzygium scytophyllum Diels
- Syzygium seemannianum Merr. & L.M.Perry
- Syzygium seemannii (A.Gray) Biffin & Craven
- Syzygium selukaifolium P.S.Ashton
- Syzygium sessililimbum (Merr.) Merr.
- Syzygium setosum (King) I.M.Turner
- Syzygium sexangulatum (Miq.) Amshoff
- Syzygium sharoniae B.Hyland
- Syzygium shimbaense (Verdc.) Byng & Christenh.
- Syzygium siamense (Craib) Chantar. & J.Parn.
- Syzygium sichuanense H.T.Chang & R.H.Miao
- Syzygium siderocola (Merr.) Merr.
- Syzygium silamense P.S.Ashton
- Syzygium simile (Merr.) Merr.
- Syzygium simillimum Merr. & L.M.Perry
- Syzygium singaporense (King) Airy Shaw
- Syzygium sirindhorniae Chantar., Suksathan & Wongnak
- Syzygium skiophilum (Duthie) Airy Shaw
- Syzygium sleumeri Craven
- Syzygium slootenii Merr. & L.M.Perry
- Syzygium smalianum (Brandis) D.G.Long
- Syzygium smetsianum Byng & Christenh.
- Syzygium smithii (Poir.) Nied.
- Syzygium snowianum W.N.Takeuchi
- Syzygium soepadmoi P.S.Ashton
- Syzygium sogerense (Greves) Merr. & L.M.Perry
- Syzygium sorongense (T.G.Hartley & Craven) Craven & Biffin
- Syzygium spathulatum Thwaites
- Syzygium speciosissimum (C.B.Rob.) Merr.
- Syzygium spectabile Merr. & L.M.Perry
- Syzygium spissifolium (Ridl.) I.M.Turner
- Syzygium splendens (Blume) Merr. & L.M.Perry
- Syzygium squamatum Merr. & L.M.Perry
- Syzygium squamiferum (C.B.Rob.) Merr.
- Syzygium sriganesanii K.Ravik. & V.Lakshm.
- Syzygium stapfianum (King) I.M.Turner
- Syzygium staudtii (Engl.) Mildbr.
- Syzygium steenisii Merr. & L.M.Perry
- Syzygium stelechanthoides (Kaneh.) M.W.Tornab. & W.L.Wagner
- Syzygium stelechanthum (Diels) Glassman
- Syzygium stenocladum Merr. & L.M.Perry
- Syzygium stenurum Merr. & L.M.Perry
- Syzygium sterrophyllum Merr. & L.M.Perry
- Syzygium stipitatum P.S.Ashton
- Syzygium stipulare (Blume) Craven & T.G.Hartley
- Syzygium stocksii (Duthie) Gamble
- Syzygium striatulum (C.B.Rob.) Merr.
- Syzygium subalatum (Ridl.) Merr. & L.M.Perry
- Syzygium subamplexicaule Merr. & L.M.Perry
- Syzygium subcapitulatum Miq.
- Syzygium subcaudatum (Merr.) Merr.
- Syzygium subcordatum (Verdc.) Byng & N.Snow
- Syzygium subcorymbosum Merr. & L.M.Perry
- Syzygium subcrenatum Merr. & L.M.Perry
- Syzygium subdecussatum (Duthie) I.M.Turner
- Syzygium suberosum Craven
- Syzygium subfalcatum (C.B.Rob.) Merr.
- Syzygium subfoetidum (C.B.Rob.) Merr.
- Syzygium subglobosum Merr. & L.M.Perry
- Syzygium subhorizontale (King) Chantar. & J.Parn.
- Syzygium subisense P.S.Ashton
- Syzygium sublaetum (Craib) Byng & Christenh.
- Syzygium subnodosum Miq.
- Syzygium suborbiculare (Benth.) T.G.Hartley & L.M.Perry
- Syzygium subrotundifolium (C.B.Rob.) Merr.
- Syzygium subscandens Widodo
- Syzygium subsessile (C.B.Rob.) Merr.
- Syzygium subsessiliflorum (Merr.) Merr.
- Syzygium subsessilifolium (Merr.) Merr. & L.M.Perry
- Syzygium subsimile Diels
- Syzygium subtile Miq.
- Syzygium sulcistylum (C.B.Rob.) Merr.
- Syzygium sulitii Merr.
- Syzygium sulphuratum (Ridl.) Govaerts
- Syzygium sumatranum (Miq.) Widodo
- Syzygium surigaense (Merr.) Merr.
- Syzygium suringarianum (Koord. & Valeton) Amshoff
- Syzygium swettenhamianum (King) I.M.Turner
- Syzygium sylvicola T.G.Hartley & L.M.Perry
- Syzygium symingtonianum (M.R.Hend.) I.M.Turner
- Syzygium synaptoneurum (K.Schum. & Lauterb.) Merr. & L.M.Perry
- Syzygium syzygioides (Miq.) Merr. & L.M.Perry

## T
- Syzygium taeniatum Diels

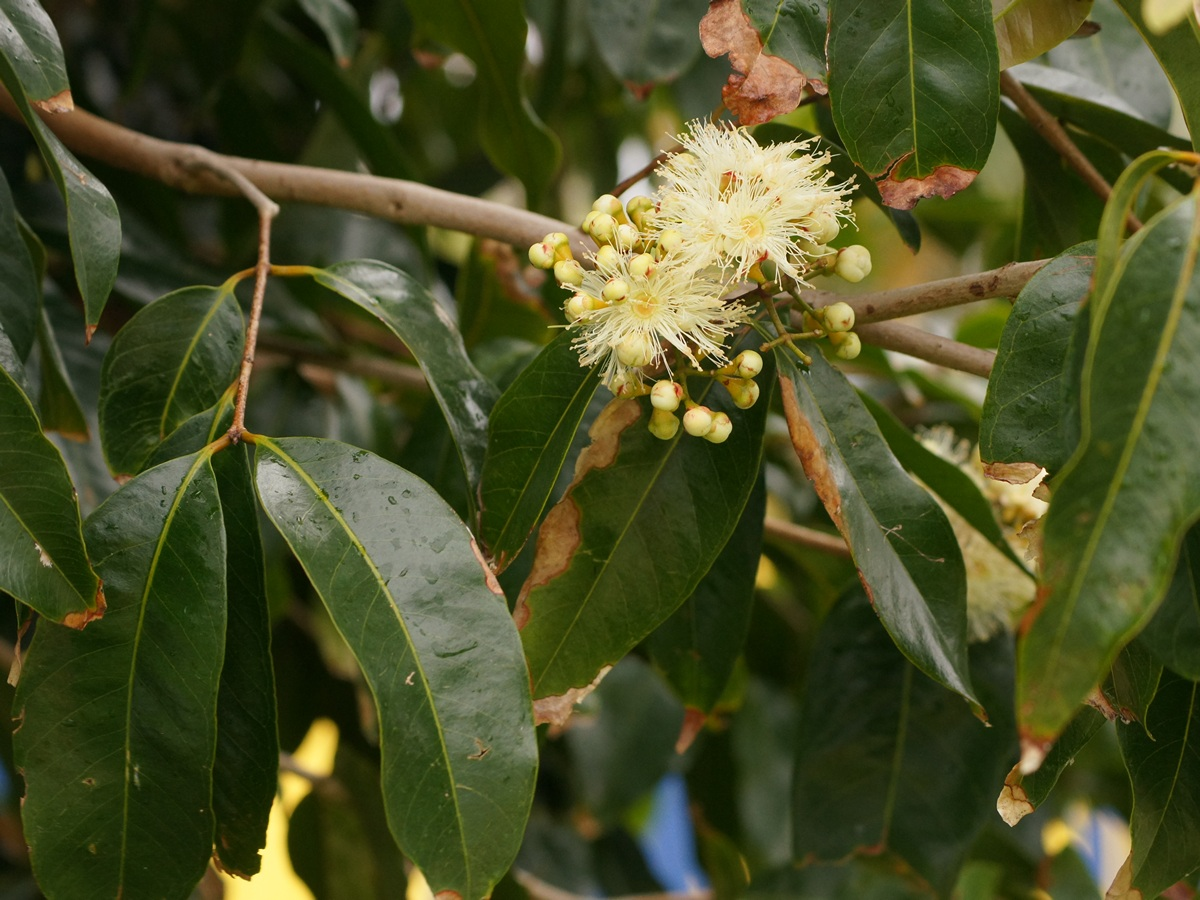
Syzygium tierneyanum.

- Syzygium tahanense (Ridl.) I.M.Turner
- Syzygium taipingense (M.R.Hend.) I.M.Turner
- Syzygium taiwanicum H.T.Chang & R.H.Miao
- Syzygium tapiaka (H.Perrier) Labat & Schatz
- Syzygium tavaiense (P.S.Ashton) Byng & Christenh.
- Syzygium tawahense (Korth.) Merr. & L.M.Perry
- Syzygium tayabense (Quisumb. & Merr.) Merr.
- Syzygium taytayense (Merr.) Merr.
- Syzygium tchambaense J.W.Dawson
- Syzygium tectum (King) I.M.Turner
- Syzygium tekuense (M.R.Hend.) I.M.Turner
- Syzygium tenellum Blume ex Miq.
- Syzygium tenuicaudatum Merr. & L.M.Perry
- Syzygium tenuiflorum Brongn. & Gris
- Syzygium tenuifolium (Ridl.) Airy Shaw
- Syzygium tenuilimbum P.S.Ashton
- Syzygium tenuipes (Merr.) Merr.
- Syzygium tenuirame (Miq.) Merr.
- Syzygium tenuirhachis H.T.Chang & R.H.Miao
- Syzygium tephrodes (Hance) Merr. & L.M.Perry
- Syzygium teretiflorum (Koord. & Valeton) Amshoff
- Syzygium tesselatum Korth.
- Syzygium tetragonum (Wight) Wall. ex Walp.
- Syzygium tetrapleurum L.M.Perry
- Syzygium tetrapterum (Miq.) Chantar. & J.Parn.
- Syzygium thalassicum Merr. & L.M.Perry
- Syzygium thompsonii (Merr.) N.Snow
- Syzygium thomsenii (Diels) Merr. & L.M.Perry
- Syzygium thorelii (Gagnep.) Merr. & L.M.Perry
- Syzygium thornei T.G.Hartley & L.M.Perry
- Syzygium thouvenotii (Danguy) Byng
- Syzygium thumra (Roxb.) Mason
- Syzygium tierneyanum (F.Muell.) T.G.Hartley & L.M.Perry
- Syzygium timorianum Decne.
- Syzygium tiumanense (Ridl.) I.M.Turner
- Syzygium toddalioides (Wight) Walp.
- Syzygium tolypanthum Diels
- Syzygium toninense (Baker f.) J.W.Dawson
- Syzygium tonkinense (Gagnep.) Merr. & L.M.Perry
- Syzygium tontoutaense J.W.Dawson
- Syzygium toppingii (Elmer) Merr.
- Syzygium torricellianum Diels
- Syzygium trachyanthum (Diels) Merr. & L.M.Perry
- Syzygium trachyphloium (C.T.White) B.Hyland
- Syzygium treubii Merr. & L.M.Perry
- Syzygium trianthum (Merr.) Merr.
- Syzygium trichotomum (Greves) Merr. & L.M.Perry
- Syzygium tricolor (Diels) Merr. & L.M.Perry
- Syzygium tringiense Byng & N.Snow
- Syzygium tripetalum Guillaumin
- Syzygium triphlebium Diels
- Syzygium triphyllum Merr.
- Syzygium tripinnatum (Blanco) Merr.
- Syzygium triplinervium Teijsm. & Binn.
- Syzygium triste (Kurz) N.P.Balakr.
- Syzygium trivene (Ridl.) Merr. & L.M.Perry
- Syzygium trukense (Hosok.) Costion & E.Lucas
- Syzygium tsoongii (Merr.) Merr. & L.M.Perry
- Syzygium tubiflorum P.S.Ashton
- Syzygium tula (Merr.) Merr.
- Syzygium turbinatum Alston
- Syzygium tympananthum (Diels) Merr. & L.M.Perry

## U
- Syzygium ubogoense W.N.Takeuchi
- Syzygium ultramaficum P.S.Ashton
- Syzygium umbellatum Korth.
- Syzygium umbilicatum (Koord. & Valeton) Amshoff
- Syzygium umbrosum Thwaites
- Syzygium uniflorum Merr. & L.M.Perry
- Syzygium unipunctatum (B.Hyland) Craven & Biffin
- Syzygium urceolatum (Korth.) Merr. & L.M.Perry
- Syzygium urdanetense (Elmer) Merr.
- Syzygium urophyllum Merr.
- Syzygium utilis (Talbot) Rathakr. & N.C.Nair

## V
- Syzygium vacciniifolium Merr.
- Syzygium valdecoriaceum P.S.Ashton
- Syzygium valdepunctatum Merr.
- Syzygium valdevenosum (Duthie) Merr. & L.M.Perry
- Syzygium valentissimum P.S.Ashton
- Syzygium valetonianum (King) Widodo
- Syzygium validinerve T.G.Hartley & L.M.Perry
- Syzygium validum Korth.
- Syzygium vanderwateri (Ridl.) Merr. & L.M.Perry
- Syzygium vanuatuense Tuiwawa & Craven
- Syzygium variabile T.G.Hartley & L.M.Perry
- Syzygium variifolium Miq.
- Syzygium variolosum (King) Chantar. & J.Parn.
- Syzygium vaughanii J.Guého & A.J.Scott
- Syzygium vaupelii Whistler
- Syzygium veillonii J.W.Dawson
- Syzygium velarum B.Hyland
- Syzygium velutinum A.P.Davis
- Syzygium venosum DC.
- Syzygium venustum (Roxb.) Wight ex Mason
- Syzygium verniciflorum (Diels) Merr. & L.M.Perry
- Syzygium vernicosum Merr. & L.M.Perry
- Syzygium vernonioides (Elmer) Merr.
- Syzygium verrucosum Däniker
- Syzygium versteegii (Lauterb.) Merr. & L.M.Perry
- Syzygium vestitum Merr. & L.M.Perry
- Syzygium viburnoides Diels
- Syzygium vidalianum (Elmer) Merr.
- Syzygium vieillardii N.Snow, Callm. & Byng
- Syzygium villamilii (Merr.) Merr. & L.M.Perry
- Syzygium villiferum (Ridl.) Masam.
- Syzygium virescens Merr. & L.M.Perry
- Syzygium viridescens (Ridl.) I.M.Turner
- Syzygium viriosum Craven & J.W.Dawson
- Syzygium virotii J.W.Dawson
- Syzygium vismioides (DC.) Govaerts
- Syzygium vrieseanum (Miq.) Amshoff
- Syzygium vulcanicum Elmer ex Merr.

## W
- Syzygium wagapense Brongn. & Gris
- Syzygium waikaiunense T.G.Hartley & L.M.Perry
- Syzygium walkeri Merr. & L.M.Perry ex C.T.White
- Syzygium warburgii Merr. & L.M.Perry
- Syzygium waterhousei Merr. & L.M.Perry
- Syzygium watsonianum (M.R.Hend.) I.M.Turner
- Syzygium watutense Craven & N.Snow
- Syzygium wenshanense H.T.Chang & R.H.Miao
- Syzygium wenzelii (Merr.) Merr.
- Syzygium wesa B.Hyland
- Syzygium whitfordii (Merr.) Merr.
- Syzygium williamsii (C.B.Rob.) Merr.
- Syzygium wilsonii (F.Muell.) B.Hyland
- Syzygium winckelii Amshoff
- Syzygium winitii (Craib) Merr. & L.M.Perry
- Syzygium wolfii (Gillespie) Merr. & L.M.Perry
- Syzygium wollastonii (Ridl.) Merr. & L.M.Perry
- Syzygium womersleyi T.G.Hartley & L.M.Perry
- Syzygium wrayi (King) I.M.Turner
- Syzygium wrightii (Baker) A.J.Scott

## X

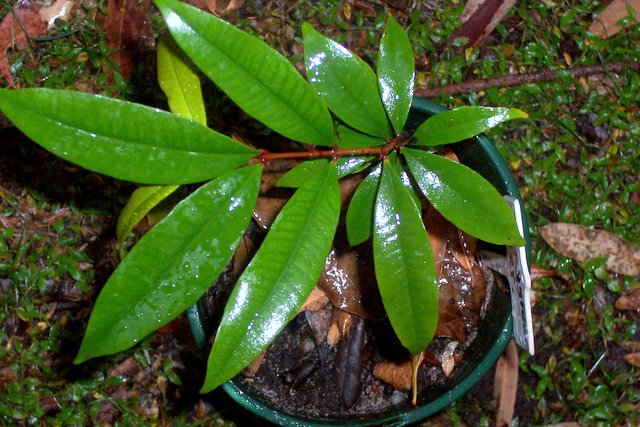
Syzygium xerampelinum.

- Syzygium xanthophyllum (C.B.Rob.) Merr.

- Syzygium xanthostemifolium (Guillaumin) J.W.Dawson
- Syzygium xerampelinum B.Hyland
- Syzygium xiphophyllum (Merr.) Merr.
- Syzygium xizangense H.T.Chang & R.H.Miao
- Syzygium xylopiaceum (Diels) Merr. & L.M.Perry

## Y
- Syzygium yersinii Tagane, V.S.Dang & Yahara
- Syzygium yunnanense Merr. & L.M.Perry

## Z
- Syzygium zamboangense (C.B.Rob.) Merr.
- Syzygium zeylanicum (L.) DC.
- Syzygium zhenghei Craven & Biffin
- Syzygium zimmermannii (Warb. ex Craib) Merr. & L.M.Perry
- Syzygium zollingerianum (Miq.) Amshoff